# Landkreis Deggendorf
Der Landkreis Deggendorf liegt in der Mitte des bayerischen Regierungsbezirks Niederbayern. Mit 119.204 Einwohnern gehört er zu den mittelgroßen Landkreisen in Bayern. Geografisch wird der Landkreis Deggendorf durch die Donau in zwei Teile getrennt: die eine Hälfte ist geprägt durch die Ausläufer des Bayerischen Waldes, die andere Seite durch die fruchtbaren Ebenen des Gäubodens. Zudem mündet im Landkreis Deggendorf die Isar in die Donau. Durch seine Lage im Bayerischen Wald sowie im Bayerischen Golf- und Thermenland ist der Landkreis eine beliebte Tourismusregion.

## Geographie

### Lage

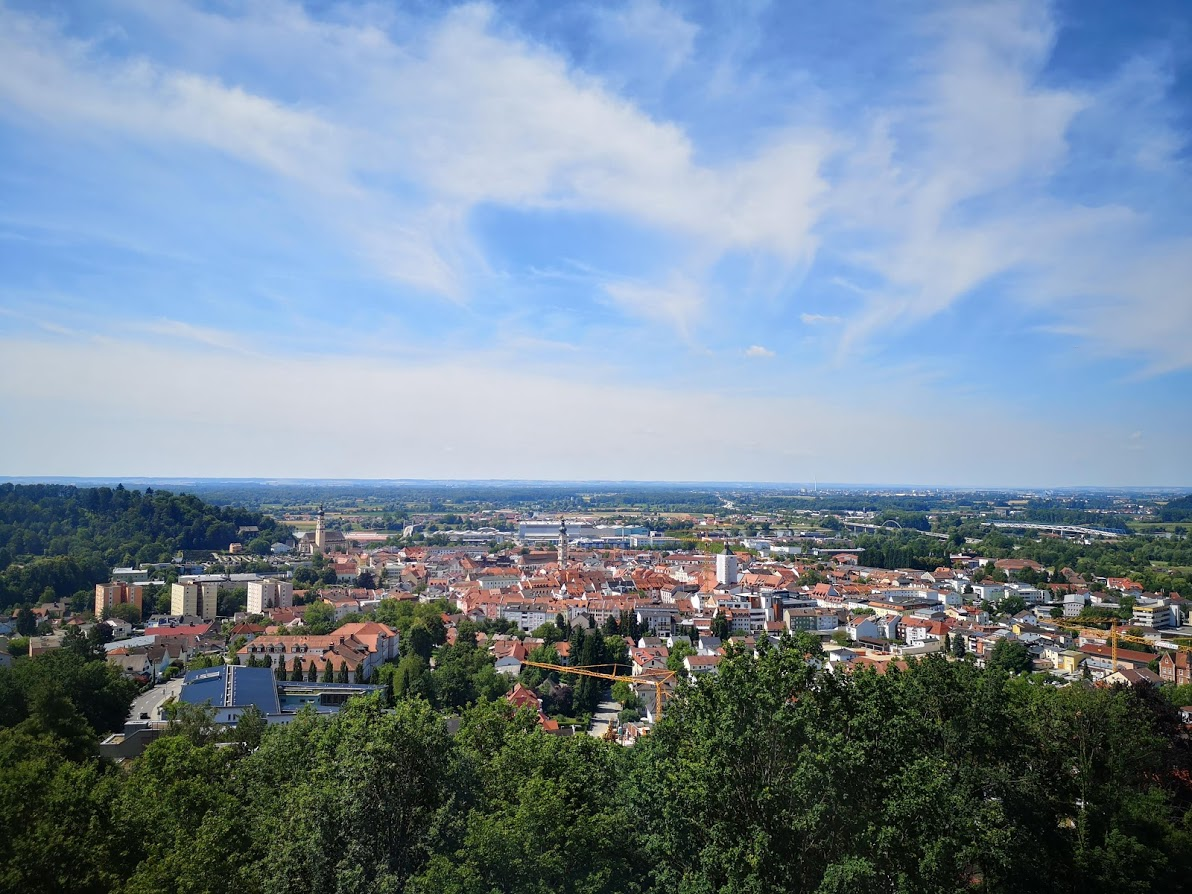
Aussicht auf Deggendorf aus dem Krankenhaus

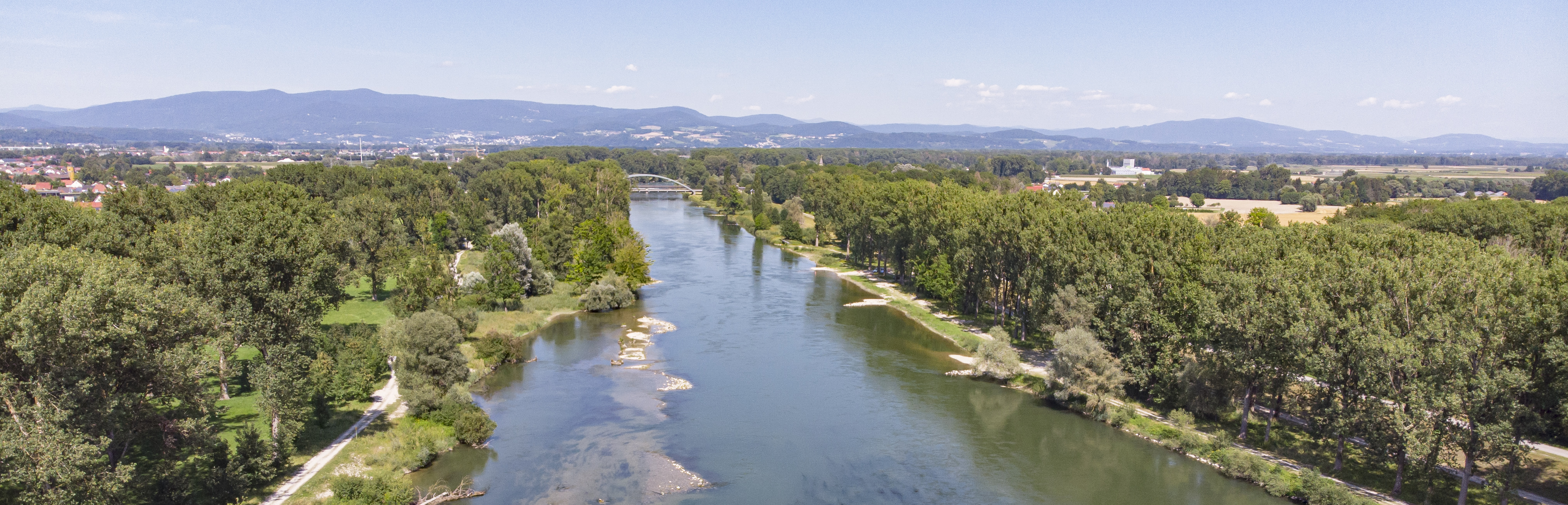
Die Isar bei Plattling nach der Staustufe

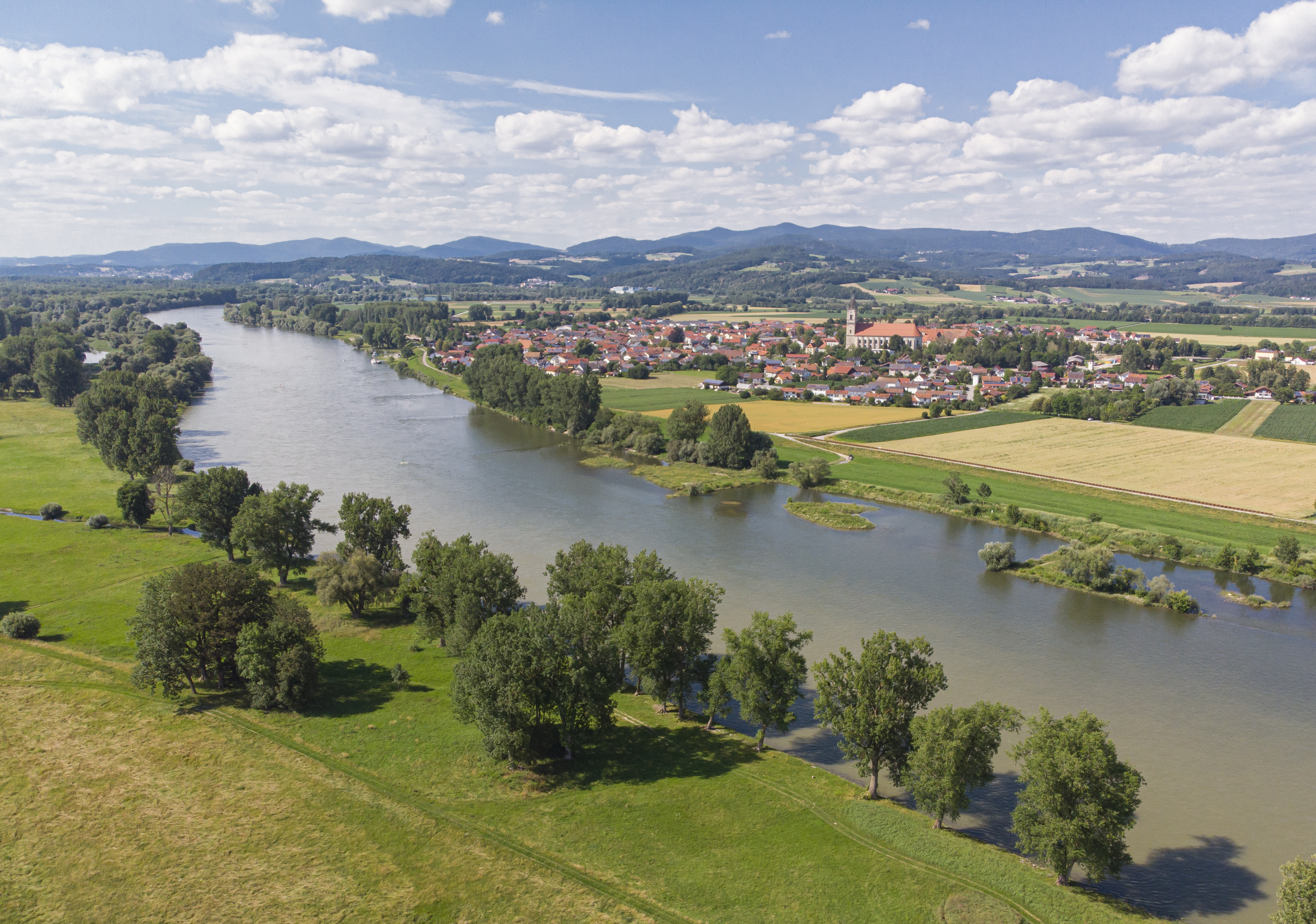
Blick über Niederalteich

Das Kreisgebiet Deggendorf hat im Norden und Osten Anteil am Bayerischen Wald. In der Mitte durchzieht die Donau von Nordwesten nach Südosten das Kreisgebiet. Südwestlich von Deggendorf mündet die Isar, von Südwesten kommend, in die Donau. Um das Mündungsgebiet hat sich eine Auenlandschaft erhalten, an die sich südlich der Isar der Gäuboden anschließt, eine der Kornkammern Bayerns.
Der höchste Berg im Landkreis Deggendorf ist der Einödriegel in der Gemeinde Grafling (1120 m ü. NHN), der niedrigste Punkt liegt in der Einöde Lenau in der Gemeinde Künzing mit 303 m ü. NHN.

### Nachbarkreise
Der Landkreis grenzt im Uhrzeigersinn im Norden beginnend an die Landkreise Regen, Freyung-Grafenau, Passau, Rottal-Inn, Dingolfing-Landau und Straubing-Bogen.

### Klima
Durch seine Lage in Mitteleuropa befindet sich der Landkreis Deggendorf in der kühlgemäßigten Klimazone im Übergangsbereich zwischen dem feuchten atlantischen und dem trockenen Kontinentalklima.
Die nachfolgende Grafik gibt die Klimawerte des Landkreises wieder (die Höhenlagen des Bayerischen Waldes können niedrigere Temperaturwerte aufweisen):
|                       | Jan  | Feb  | Mär  | Apr  | Mai  | Jun  | Jul  | Aug  | Sep  | Okt  | Nov  | Dez  |   |       |
| Mittl. Tagesmax. (°C) | 1    | 4    | 9    | 14   | 20   | 22   | 24   | 24   | 19   | 13   | 6    | 2    | ⌀ | 13,2  |
| Mittl. Tagesmin. (°C) | −4   | −3   | 0    | 4    | 8    | 11   | 13   | 13   | 9    | 5    | 1    | −2   | ⌀ | 4,6   |
|                       |      |      |      |      |      |      |      |      |      |      |      |      |   |       |
| Niederschlag (mm)     | 44,8 | 45,8 | 54,4 | 38,2 | 71,8 | 72,8 | 81,8 | 63,6 | 65,1 | 54,0 | 55,3 | 48,0 | Σ | 695,6 |

| −4 |

| −3 |

| 0 |

| 4 |

| 8 |

| 11 |

| 13 |

| 13 |

| 9 |

| 5 |

| 1 |

| −2 |

| −4 |

| −3 |

| 0 |

| 4 |

| 8 |

| 11 |

| 13 |

| 13 |

| 9 |

| 5 |

| 1 |

| −2 |

| N i e d e r s c h l a g | 44,8 | 45,8 | 54,4 | 38,2 | 71,8 | 72,8 | 81,8 | 63,6 | 65,1 | 54,0 | 55,3 | 48,0 |
|                         | Jan  | Feb  | Mär  | Apr  | Mai  | Jun  | Jul  | Aug  | Sep  | Okt  | Nov  | Dez  |

## Geschichte

### Landgerichte im Mittelalter und in der frühen Neuzeit
Das Kreisgebiet Deggendorf gehört zu den altbayrischen Gebieten. Nach der Belehnung der Wittelsbacher mit dem Herzogtum Baiern begannen diese, eine Verwaltungs- und Gerichtsorganisation zu schaffen. Das Aussterben der Grafen von Bogen (1242) ermöglichte den Wittelsbachern die Gründung der Landgerichte Deggendorf und Hengersberg. Im Spätmittelalter entstanden die Landgerichte Natternberg und Osterhofen, im 17. und 18. Jahrhundert existierte zwischenzeitlich das Landgericht Winzer. Der jeweilige Landrichter bzw. Pfleger war für die Verwaltung und die Justiz (Hochgerichtsbarkeit über die Bewohner von Städten und die Grundholden von geistlichen und weltlichen Grundherren; zusätzlich niedere Gerichtsbarkeit über die Bauern, die im Rahmen der Grundherrschaft direkt den Wittelsbachern unterstanden) zuständig.

### Die Reformen des 19. Jahrhunderts
Als Baiern (nach 1806 Königreich; seit 1825 „Bayern“) um 1800 viele Gebiete hinzugewann, begann die Reform der Justiz sowie der Verwaltung. Neben Adeligen hatten jetzt auch Bürger die Möglichkeit, die Stelle eines Landrichters anzutreten, da die Qualifikation nun im Vordergrund stand. Die Landgerichte Deggendorf und Vilshofen wurden 1803 neu gebildet, 1838 erfolgte die Wiederherstellung der Landgerichte Osterhofen und Hengersberg. Den Landgerichten unterstanden die 1808 bzw. 1818 entstandenen Gemeinden. Mit der Säkularisation (1803: Aufhebung der geistlichen Grundherrschaften, z. B. der Klöster Niederaltaich und Metten) war auch die niedere Gerichtsbarkeit über deren einstige Untertanen auf den Staat (d. h. die Landgerichte) übergegangen. Weltliche Grundherren (u. a. in den Hofmarken Offenberg, Moos, Egg) konnten im Rahmen der Patrimonialgerichtsbarkeit die niedere Gerichtsbarkeit und die Polizeigewalt noch einige Jahrzehnte ausüben, ehe auch diese 1848 auf den Staat übergingen.
1852 erfolgte die Bildung von Distriktsgemeinden (Zusammenschlüsse von Gemeinden, um u. a. den Bau und den Unterhalt von Straßen sowie Krankenhäusern zu ermöglichen). So entstanden die Distriktsgemeinden Deggendorf, Hengersberg und Osterhofen, deren Zuschnitt dem jeweiligen Landgericht entsprach.
1862 erfolgte in Bayern die Trennung von Justiz und Verwaltung. Die einem Bezirksamtmann unterstehenden Bezirksämter waren für die Verwaltung zuständig, die bestehenden Landgerichte (1879 in Amtsgerichte umbenannt) für die Justiz. Das Bezirksamt Deggendorf wurde im Jahr 1862 durch den Zusammenschluss der Landgerichte Deggendorf und Hengersberg gebildet. Ebenso wurden die Landgerichte Osterhofen und Vilshofen zum Bezirksamt Vilshofen zusammengefasst. Die Distriktsgemeinden entsprachen weiterhin den Sprengeln der Land- bzw. Amtsgerichte.
1879 schied die Stadt Deggendorf aus dem Bezirk Deggendorf aus und wurde eine kreisunmittelbare Stadt. 1888 wurde der Markt Plattling zur Stadt erhoben.

### Die Reformen des 20. Jahrhunderts
1928 wurde das Bezirksamt Deggendorf um die Gemeinde Oberaign (zuvor Bezirksamt Grafenau) vergrößert. 1920 fasste man die Distriktsgemeinden Deggendorf und Hengersberg zum Bezirk Deggendorf zusammen. 1935 wurde die Gemeinde Schaching in die Stadt Deggendorf eingemeindet.
1939 wurde reichsweit die preußische Bezeichnung Landkreis eingeführt. So wurde aus dem Bezirksamt der Landkreis Deggendorf sowie aus dem Bezirksamtmann der Landrat. 1940 wurde die Stadt Deggendorf in den Landkreis Deggendorf eingegliedert, dies machte man jedoch 1948 wieder rückgängig. 1946 gab der Landkreis die Gemeinde Allhartsmais an den Landkreis Grafenau ab. Diese wurde nach Schöfweg eingemeindet. 1966 erfolgte die Erhebung der Gemeinden Metten und Schöllnach jeweils zum Markt.
Vor der Landkreisgebietsreform des Jahres 1972 bestand der Altlandkreis Deggendorf aus 48 Gemeinden (siehe #Gemeinden im Altlandkreis Deggendorf).
Im Zuge der Gebietsreform wurde der Landkreis Deggendorf am 1. Juli 1972 vergrößert. Neu zum Landkreis kamen
- die Stadt Deggendorf, die nach dem Verlust der Kreisfreiheit den Status einer Großen Kreisstadt erhielt
- die Gemeinde Bernried aus dem aufgelösten Landkreis Bogen
- die Gemeinde Lailling aus dem aufgelösten Landkreis Landau an der Isar und
- der Westteil des aufgelösten Landkreises Vilshofen mit der Stadt Osterhofen sowie den Gemeinden Aholming, Aicha an der Donau, Altenmarkt, Anning, Buchhofen, Forsthart, Galgweis, Gergweis, Göttersdorf, Kirchdorf bei Osterhofen, Künzing, Langenamming, Langenisarhofen, Moos, Neusling, Neutiefenweg, Niedermünchsdorf, Niederpöring, Oberpöring, Ottmaring, Ramsdorf, Wallerfing und Wisselsing.[6]

Damit erreichte der Landkreis Deggendorf seine heutige Ausdehnung.

### Gemeinden im Altlandkreis Deggendorf

Landkreis Deggendorf, Gemeindegrenzenkarte von 1961

| - Alberting, heute zu Grafling - Allhartsmais, heute zu Schöfweg (FRG) - Altenufer, heute zu Hengersberg - Auerbach - Außernzell - Bergern, heute zu Grafling - Buchberg, heute zu Offenberg - Deggenau, heute zu Deggendorf - Deggendorf (Stadt, nur 1940 bis 1948) - Edenstetten, heute zu Bernried - Egg, heute zu Bernried - Engolling, heute zu Auerbach - Fischerdorf, heute zu Deggendorf - Grafling - Grattersdorf - Greising, heute zu Deggendorf - Haunersdorf, heute zu Otzing - Hengersberg (Markt) - Hirschberg, heute zu Grafling - Hunding - Iggensbach - Lalling - Metten - Michaelsbuch, heute zu Stephansposching - Mietraching, heute zu Deggendorf - Nabin, heute zu Grattersdorf | - Natternberg, heute zu Deggendorf - Neßlbach, heute zu Winzer - Niederalteich - Oberaign, heute zu Grattersdorf - Offenberg - Otzing - Pankofen, heute zu Plattling. - Penzenried, heute zu Offenberg - Pielweichs, heute zu Plattling - Plattling (Stadt) - Riggerding, heute zu Schöllnach - Rottersdorf, heute zu Stephansposching - Schaching, heute zu Deggendorf - Schaufling - Schöllnach - Schwanenkirchen, heute zu Hengersberg - Schwarzach, heute zu Hengersberg - Seebach, heute zu Deggendorf - Steinkirchen, heute zu Stephansposching - Stephansposching - Taiding, heute zu Schöllnach - Urlading, heute zu Auerbach - Waltersdorf, heute zu Hengersberg - Winsing, heute zu Grattersdorf - Winzer |

## Politik

### Kreistag
Der Kreistag verfügt über 60 Sitze. Dem Deggendorfer Kreistag gehören nach der Kommunalwahl am 15. März 2020 neun Parteien bzw. Wählergemeinschaften an. Die Wahl führte zu folgenden Ergebnissen:
| Kreistagswahl 2020Wahlbeteiligung: 58,7 % (+5,4 %) %50403020100 41,419,1110,09,08,25,72,62,41,6 CSUFWSPDGrüneAfDJLfBPÖDPFDPGewinne und Verlusteim Vergleich zu 2014 %p 10 8 6 4 2 0 −2 −4 −6 −8−5,8+0,41−6,2+4,1+8,2−1,0+2,6−0,9−0,2CSUFWSPDGrüneAfDJLBPÖDPFDPAnmerkungen:f Junge Liste | Sitzverteilung im Kreistag Deggendorf seit 2020Insgesamt 60 Sitze - SPD: 6 - Grüne: 5 - ÖDP: 1 - FW: 12 - JL: 3 - FDP: 1 - CSU: 25 - BP: 2 - AfD: 5 |

| Parteien und Wählergemeinschaften | Parteien und Wählergemeinschaften  | 2020   | 2020   | 2014   | 2014   | 2008   | 2008   | 2002   | 2002   | 1996   | 1996   |
| Parteien und Wählergemeinschaften | Parteien und Wählergemeinschaften  | %      | Sitze  | %      | Sitze  | %      | Sitze  | %      | Sitze  | %      | Sitze  |
| CSU                               | Christlich-Soziale Union in Bayern | 41,4   | 25     | 47,1   | 28     | 41,3   | 26     | 46,4   | 29     | 42,8   | 28     |
| FW                                | Freie Wähler Bayern                | 19,1   | 12     | 18,7   | 11     | 18,4   | 11     | 9,4    | 6      | 10,7   | 6      |
| SPD                               | SPD Bayern                         | 9,9    | 6      | 16,1   | 10     | 17,4   | 11     | 20,6   | 12     | 22,3   | 14     |
| Grüne                             | Grüne Bayern                       | 9,0    | 5      | 4,9    | 3      | 5,5    | 3      | 4,4    | 2      | 6,0    | 3      |
| AfD                               | AfD Bayern                         | 8,2    | 5      | –      | –      | –      | –      | –      | –      | –      | –      |
| JL                                | Junge Liste                        | 5,7    | 3      | 6,7    | 4      | 7,0    | 4      | 6,4    | 4      | 4,5    | 2      |
| BP                                | Bayernpartei                       | 2,6    | 2      | –      | –      | –      | –      | –      | –      | –      | –      |
| ÖDP                               | Ökologisch–Demokratische Partei    | 2,4    | 1      | 3,3    | 2      | 3,4    | 2      | –      | –      | –      | –      |
| FDP                               | FDP Bayern                         | 1,6    | 1      | 1,8    | 1      | 2,5    | 1      | –      | –      | –      | –      |
| REP                               | Die Republikaner                   | –      | –      | 1,3    | 1      | 4,1    | 2      | 2,6    | 1      | 2,9    | 1      |
| FWG                               | Freie Wählergemeinschaft           | –      | –      | –      | –      | –      | –      | 10,2   | 6      | 9,6    | 6      |
| gesamt                            | gesamt                             | 99,9   | 60     | 99,9   | 60     | 99,6   | 60     | 100,0  | 60     | 98,8   | 60     |
| Wahlbeteiligung                   | Wahlbeteiligung                    | 58,7 % | 58,7 % | 53,3 % | 53,3 % | 59,2 % | 59,2 % | 65,7 % | 65,7 % | 69,5 % | 69,5 % |

### Landräte
Landrat des Landkreises Deggendorf ist der ehemalige Staatsminister Bernd Sibler. Die Wahl fand am 15. Mai 2022 statt, Sibler wurde im ersten Wahlgang mit 52,84 Prozent der Stimmen bei vier Gegenkandidaten gewählt. Grund für die außertourliche Neuwahl war die Ernennung des bisherigen Landrats Christian Bernreiter zum bayerischen Staatsminister für Wohnen, Bauen und Verkehr. Stellvertreter des Landrats sind Roman Fischer (CSU), Josef Färber (FW) und Eugen Gegenfurtner (SPD). 
Die bisherigen Bezirksamtsvorstände (bis 1938) und Landräte (ab 1939):
- 1908–1919 Emanuel Ritter Lenk v. Dittersberg
- 1919–1937 Theodor Schmitt
- 1938–1943 Franz Seyfferth
- 1943–1944 Konrad Häfner
- 1944–1945 Karl Heindl kommissarisch
- April 1945–Mai 1945: Anton Reus[9]
- Mai 1945–Mai 1946: Erich Chrambach
- Mai 1946–April 1948: Alois Weinzierl
- Mai 1948–Februar 1963: Ludwig Heigl (CSU)
- Februar 1963–Mai 1972: Josef Krug
- Juni 1972–30. April 1978: Walter Fritsch (SPD)
- 1. Mai 1978–30. April 2002: Georg Karl (CSU)
- 1. Mai 2002–23. Februar 2022: Christian Bernreiter (CSU)
- seit Mai 2022: Bernd Sibler (CSU)

### Wappen
| Wappen des Landkreises Deggendorf | Blasonierung: „In Gold ein gesenkter blauer Wellenbalken, darüber ein rot bewehrter schwarzer Doppeladler, darunter ein grüner Dreiberg.“ |
| Wappen des Landkreises Deggendorf | |

### Landkreispartnerschaften
- Plzeň-sever, Tschechien; seit 2001

### Bevölkerung

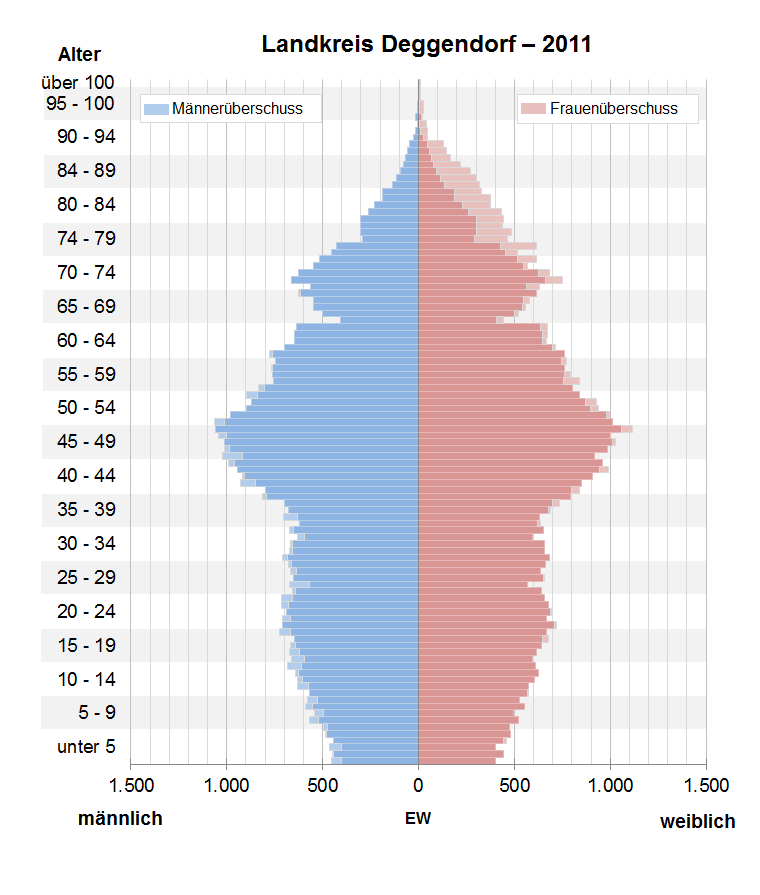
Bevölkerungspyramide für den Kreis Deggendorf (Datenquelle: Zensus 2011.)

Zum 30. Juni 2019 hatte der Landkreis Deggendorf 119.204 Einwohner. Damit gehört er der Bevölkerung nach zu den mittelgroßen Landkreisen in Bayern. In Niederbayern steht er an 5., in Bayern an 40. Stelle. Die Bevölkerungsdichte liegt mit 138 Einwohnern pro Quadratkilometer unter dem bayerischen Durchschnitt. Das Durchschnittsalter der Landkreisbevölkerung lag 2018 bei 44,2 Jahren. Auf 1.000 Einwohner kommen 8,5 Geburten und 11,3 Sterbefälle pro Jahr. 2011 waren 76,3 % der Bevölkerung des Landkreises römisch-katholisch, 9,2 % evangelisch-lutherisch, der Ausländeranteil machte etwa 4 % aus.

### Einwohnerentwicklung
Von 1988 bis 2008 wuchs der Landkreis Deggendorf um über 15.000 Einwohner bzw. um rund 15 %. Nachdem die Einwohnerzahlen vorübergehend rückläufig waren, lässt sich nun wieder ein positives Wachstum verzeichnen. So lag die relative Bevölkerungsentwicklung zwischen 2011 und 2018 bei 4 %, ausgelöst vor allem durch einen positiven Wanderungssaldo insbesondere der 18- bis 24-jährigen (Bildungswanderung). Die nachfolgenden Zahlen beziehen sich auf den Gebietsstand vom 25. Mai 1987.
| Bevölkerungsentwicklung | Bevölkerungsentwicklung | Bevölkerungsentwicklung | Bevölkerungsentwicklung | Bevölkerungsentwicklung | Bevölkerungsentwicklung | Bevölkerungsentwicklung | Bevölkerungsentwicklung | Bevölkerungsentwicklung | Bevölkerungsentwicklung | Bevölkerungsentwicklung | Bevölkerungsentwicklung | Bevölkerungsentwicklung | Bevölkerungsentwicklung | Bevölkerungsentwicklung |
| ----------------------- | ----------------------- | ----------------------- | ----------------------- | ----------------------- | ----------------------- | ----------------------- | ----------------------- | ----------------------- | ----------------------- | ----------------------- | ----------------------- | ----------------------- | ----------------------- | ----------------------- |
| Jahr                    | 1840                    | 1900                    | 1939                    | 1950                    | 1961                    | 1970                    | 1987                    | 1991                    | 1995                    | 2000                    | 2005                    | 2010                    | 2015                    | 2019                    |
| Einwohner               | 47.121                  | 61.597                  | 74.833                  | 100.040                 | 89.226                  | 95.827                  | 101.436                 | 108.037                 | 112.538                 | 115.532                 | 117.492                 | 117.005                 | 116.596                 | 119.204                 |

Bemerkbar macht sich hier ein Projekt der niederbayerischen Landräte („Aufbruch Jetzt! Niederbayern“) mit dem Ziel, dem demografischen Wandel und dem negativen Wanderungssaldo entgegenzuwirken und die Attraktivität des Regierungsbezirks Niederbayern als Wirtschaftsstandort und für Fachkräfte zu steigern. Unter der Leitung des Deggendorfer Landrates Christian Bernreiter wurde die Initiative 2011 gestartet. In 8 Arbeitskreisen unter der Leitung der Landräte und Oberbürgermeister beschäftigten sich mehr als 200 Personen mit den Auswirkungen des demografischen Wandels auf Niederbayern. Sie erarbeiteten Ansatzpunkte und konkrete Projekte, um dessen Auswirkungen möglichst gut abzufedern oder wo möglich zu nutzen. So entstanden in den einzelnen Arbeitskreisen sowohl Handlungsansätze als auch Forderungen (an die Staatsregierung) für eine erfolgreiche Zukunft Niederbayerns.

## Wirtschaft und Infrastruktur
Im Zukunftsatlas 2016 belegte der Landkreis Deggendorf Platz 127 von 402 Landkreisen, Kommunalverbänden und kreisfreien Städten in Deutschland und zählt damit zu den Regionen mit „Zukunftschancen“.
Das Bruttoinlandsprodukt betrug 2017 im Landkreis Deggendorf 4.227 Mio. EUR. Die Kaufkraft lag 2019 bei 96,1 und damit etwas unter dem deutschen Durchschnitt (Index=100). Das verfügbare Einkommen pro Kopf entsprach dabei 22.645 EUR (Niederbayern: 23.106 EUR, Bayern: 24.963 EUR; Stand 2017).
Die Arbeitslosenquote lag 2018 im Durchschnitt bei 2,7 %. Im Landkreis waren 2018 50.836 Arbeitnehmer sozialversicherungspflichtig beschäftigt, was einer Beschäftigungsquote von 62,1 % der Bevölkerung im erwerbsfähigen Alter entspricht. Der größte Beschäftigungsanteil entfällt dabei mit 58,4 % auf den tertiären Sektor, welcher mit 2.498 Mio. EUR auch den größten Anteil zur Bruttowertschöpfung im Landkreis beiträgt (Stand 2017).
Die folgende Tabelle zeigt die Verteilung der sozialversicherungspflichtig Beschäftigten auf die Wirtschaftszweige:
| Wirtschaftszweig       | Sozialversicherungspflichtig beschäftigte Arbeitnehmer (30.9.2018) | Anteil des Wirtschaftsbereichs an der gesamten Beschäftigung in % |
| ---------------------- | ------------------------------------------------------------------ | ----------------------------------------------------------------- |
| Verarbeitendes Gewerbe | 12.869                                                             | 25,3                                                              |
| Baugewerbe             | 6.964                                                              | 13,7                                                              |
| Handel                 | 7.601                                                              | 15,0                                                              |
| Gastgewerbe            | 1.153                                                              | 2,3                                                               |
| Verkehr und Lagerei    | 1.656                                                              | 3,3                                                               |
| sonstige Dienstleister | 19.337                                                             | 38,0                                                              |

In Niederbayern weist neben den kreisfreien Städten und dem Landkreis Dingolfing-Landau nur der Landkreis Deggendorf einen Einpendlerüberschuss auf. Das bedeutet, dass mehr Beschäftigte zum Arbeiten in den Landkreis kommen, als es Landkreis-Einwohner gibt, die außerhalb des Landkreises beschäftigt sind. Die dynamische wirtschaftliche Entwicklung der Region zeigt sich insbesondere in der Zahl der Beschäftigten: diese hat zwischen 2008 und 2018 im Landkreis Deggendorf um 21,9 % zugenommen.

### Regionalmanagement und Wirtschaftsförderung

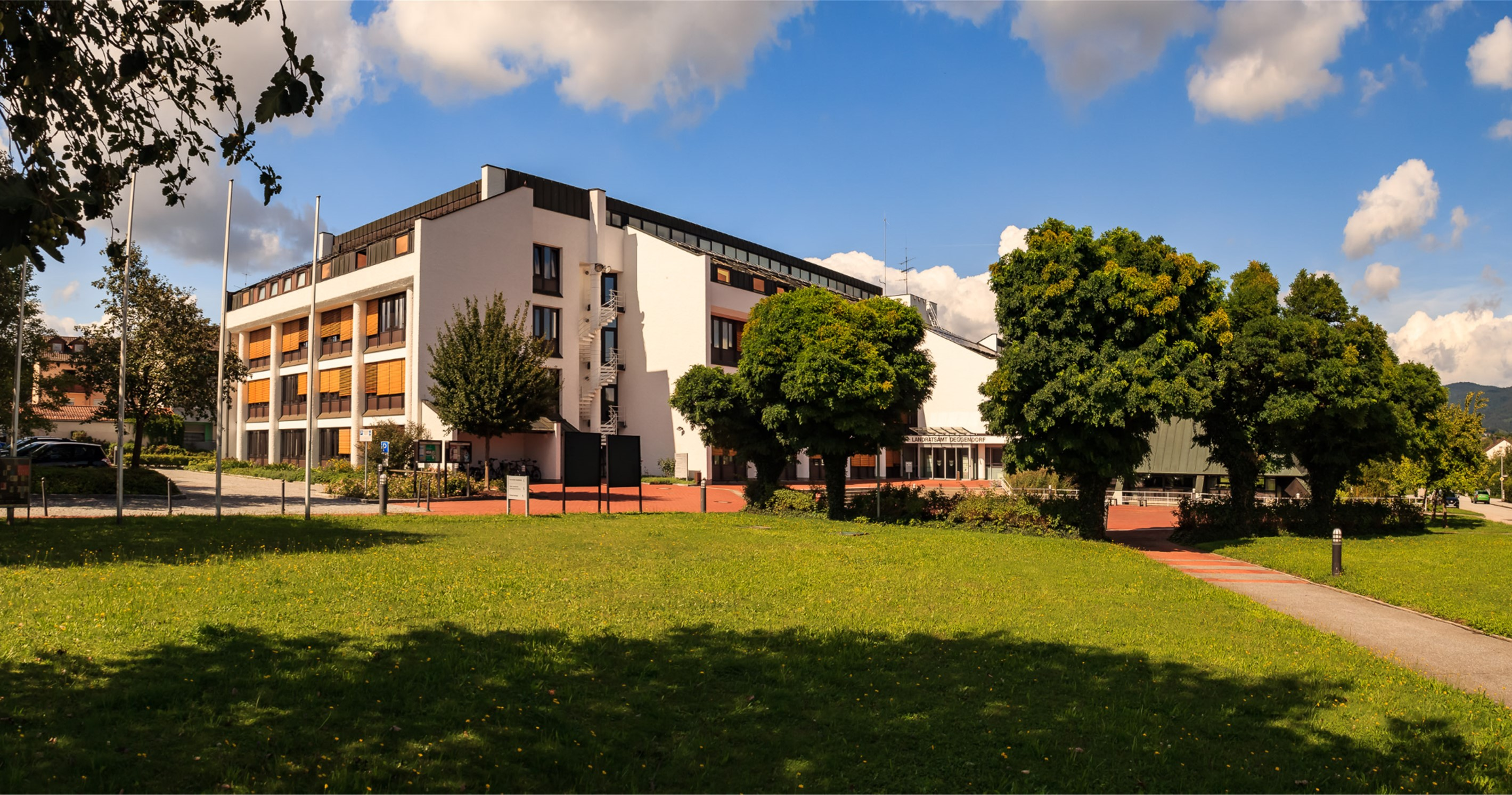
Landratsamt Deggendorf

Um die wirtschaftliche Entwicklung aktiv zu gestalten, hat der Landkreis Deggendorf frühzeitig verschiedene Unterstützungsmaßnahmen eingeführt. Bereits im Jahre 1932 wurde am Landratsamt eine eigene Stelle „Wirtschaftsförderung“ eingeführt. Diese dient seither als zentraler Ansprechpartner für Firmen, Regierung und Einwohner des Landkreises. Zudem fungiert die Wirtschaftsförderung als Mittler zwischen Wirtschaft und Verwaltung – sowohl in Bezug auf das Landratsamt als auch zu Regierung und Ministerien.
Ergänzt wird die Wirtschaftsförderung im Landkreis Deggendorf seit 2007 durch das erste bayernweit geförderte Regionalmanagement. Entstanden durch eine Initiative des Teilraums Deggendorf-Plattling orientiert sich das Regionalmanagement im Landkreis Deggendorf vor allem an den wirtschaftlichen Belangen in der Region. Zu Beginn standen insbesondere Kooperationsanbahnungen zwischen regionalen Betrieben und der TH Deggendorf im Fokus der Arbeit. Mit der Einführung eines Wissens- und Technologietransferzentrums an der TH Deggendorf orientierte man sich insbesondere auf die Dämpfung der Auswirkungen des demografischen Wandels auf die Firmen der Region. „Fachkräftesicherung“ bildet seitdem einen wichtigen Schwerpunkt der Arbeit.

### Unternehmen
Als einziger Landkreis in Niederbayern ist Deggendorf Sitz von 6 Industriebetrieben mit mehr als 500 Mitarbeitern. Die Erzeugung und Verarbeitung von Metall, der Fahrzeugbau und Maschinenbau sind die größten Wirtschaftszweige im Landkreis Deggendorf. Hinzu kommen das Holzgewerbe und die Erzeugung von Papier und Pappe.
Positiv ist der Trend einer vormals landwirtschaftlich geprägten Region hin zu einer dienstleistungsorientierten Wirtschaft.
Wichtige Unternehmen mit Sitz oder (Produktions-)Standort im Landkreis Deggendorf sind unter anderem:
| - Arcobräu - Asklepios Klinik Schaufling - AVP Autoland - b-plus - Caverion Deutschland - Congatec - Edscha - EFCO Electronics - Erlbau - Hefele - Unternehmensgruppe Karl - Kermi - Kontron - Laschinger Seafood - Liebherr - MAN DWE - Niederbayern TV Deggendorf-Straubing | - Nerlich und Lesser - RILE - Rubix GmbH - Schwaiger Holz - Schiller Automatisierungstechnik GmbH - Semperit AG - Sparkasse Deggendorf - Streicher Unternehmensgruppe - Südzucker - TWD Fibres - UPM-Kymmene - Wallstabe & Schneider - Wasserversorgung Bayerischer Wald - Webasto - Wolf System - Zierer Rides |

Neben vielen überregionalen Auszeichnungen dürfen sich einige Unternehmen bereits als „TOP-Unternehmen Niederbayern“ bezeichnen. Damit werden sie für ihre unternehmerischen Leistungen und ihr Engagement ausgezeichnet. Darunter sind beispielsweise die congatec AG, Edscha, die Karl Unternehmensgruppe, Kermi und RILE.

### Öffentliche Einrichtungen
Im Landkreis Deggendorf befinden sich unter anderem folgende öffentliche Einrichtungen und Behörden:
- Amt für Ernährung, Landwirtschaft und Forsten Deggendorf
- Agentur für Arbeit
- Finanzamt
- Bundespolizeiabteilung
- Amtsgericht
- Kammer des Arbeitsgerichts Passau
- Landgericht
- Servicestelle des Bauamts Passau
- Autobahndirektion Südbayern
- Wasserwirtschaftsamt
- Außenstelle des Amts für Digitalisierung
- Außenstelle des Bundesamtes für Migration und Flüchtlinge
- Zollamt
- Wasserschutzpolizeigruppe

### Bildung
Der Landkreis Deggendorf bietet eine durchgehende Bildungslandschaft von der Kita bis hin zur Hochschule. Zudem stellt der Landkreis vielfältige Möglichkeiten im Bereich der beruflichen Bildung und Weiterbildung zur Verfügung. Beim Qualitätswettbewerb „Bildungsregion in Bayern“ des damaligen Bayerischen Staatsministeriums für Bildung und Kultus, Wissenschaft und Kunst wurde der Landkreis Deggendorf 2013 als „Bildungsregion“ ausgezeichnet.

#### Technische Hochschule
Die Technische Hochschule Deggendorf wurde 1994 gegründet. Die Hochschule verfügt heute über acht Fakultäten:
- Bauingenieurwesen und Umwelttechnik
- Angewandte Wirtschaftswissenschaften
- Elektrotechnik und Medientechnik
- Maschinenbau und Mechatronik
- Angewandte Naturwissenschaften und Wirtschaftsingenieurwesen
- Angewandte Gesundheitswissenschaften
- Angewandte Informatik
- European Campus Rottal-Inn

Zu Beginn des Wintersemesters 2019/2020 waren 7.158 Studierende aus über 100 Nationen an der Hochschule eingeschrieben, die von rund 150 Professoren betreut werden. Neben dem Standort in Deggendorf betreibt die Hochschule einen weiteren Studienstandort in Pfarrkirchen (European Campus) sowie elf Forschungs- und Technologie Campus. Es bestehen Partnerschaften mit über 190 Hochschulen in 58 Ländern.
Die TH Deggendorf führte zur Entwicklung einer aktiven Gründerszene im Landkreis. Deshalb wurde auf Initiative von Prof. Reinhard Höpfl in Kooperation mit dem Landkreis sowie der Stadt und der Sparkasse Deggendorf bereits 2000 der Innovations- und Technologie-Campus (ITC) gegründet. Seit Gründung der ITC GmbH sind in der Region Deggendorf mehr als 1.000 Arbeitsplätze entstanden. Derzeit arbeiten rund 400 Personen in über 30 Firmen am Campus. Seit 1. Januar 2017 ist der ITC1 auch Gründerzentrum Digitalisierung Niederbayern.
Um den Wissens- und Technologietransfer von der Hochschule in die Wirtschaft zu stärken, hat sich an der TH Deggendorf außerdem die Transferstelle WTT entwickelt. Die Transferstelle WTT ist ein zentraler Ansprechpartner für Unternehmen und Forschungseinrichtungen, die Interesse an einer Zusammenarbeit mit der THD und den Technologie Campus haben oder nach Forschungsprojektpartnern oder Forschungsdienstleistungen suchen. Sie dient unter anderem der Bearbeitung und Aufbereitung von externen Anfragen an die THD, um geeignete Professoren zu identifizieren und gemeinsam mit den internen und externen Partnern Formen der Zusammenarbeit zu realisieren.

#### Schulen im Landkreis

##### Gymnasien
- Comenius-Gymnasium Deggendorf (staatlich): Die Schule wurde 1900 als Realschule gegründet, 1965 in „Gymnasium Deggendorf“ umbenannt. 1971 erhielt sie den Namen „Comenius-Gymnasium Deggendorf“. Das Comenius-Gymnasium ist ein naturwissenschaftlich-technologisches und sprachliches Gymnasium mit Internat und Förderklasse für besonders begabte Schülerinnen und Schüler.
- Robert-Koch-Gymnasium Deggendorf (staatlich): Das Robert-Koch-Gymnasium wurde 1970 gegründet. Es ist ein naturwissenschaftlich-technologisches sowie wirtschaftlich- und sozialwissenschaftliches Gymnasium.
- St.-Gotthard-Gymnasium Niederalteich (Träger: Kloster Niederaltaich): Das St.-Gotthard-Gymnasium ist ein staatlich anerkanntes Gymnasium in freier kirchlicher Trägerschaft. Es verfügt über einen musischen, einen sprachlichen und einen naturwissenschaftlich-technologischen Zweig und ist seit 2004 anerkannte Ganztagsschule.
- St.-Michaels-Gymnasium Metten (Träger: Kloster Metten): Das St.-Michaels-Gymnasium Metten ist ein staatlich anerkanntes Gymnasium. Schulträger ist das Kloster Metten. Es ist ein humanistisches, neusprachliches und naturwissenschaftliches Gymnasium.

##### Realschulen
- Conrad-Graf-Preysing-Realschule Plattling
- Landgraf-Leuchtenberg-Realschule Osterhofen
- Realschule Deggendorf der Maria-Ward-Schulstiftung
- Staatl. Realschule Schöllnach

##### Wirtschaftsschule
- Staatliche Wirtschaftsschule, Deggendorf

##### Berufsschulen
- Berufsbildungs- und Technologiezentrum der Handwerkskammer Ndb./Opf. Deggendorf
- Berufsfachschule für IT-Berufe Plattling
- Berufsfachschule für Krankenpflege des Klinikums Deggendorf
- Berufsfachschule für Musik des Landkreises Deggendorf in Plattling
- Berufsfachschule für Physiotherapie des Landkreises Deggendorf
- BRK-Berufsfachschule für Altenpflege und Altenpflegehilfe, Plattling
- Staatl. anerkannte private Berufsschule St. Erhard zur sonderpädagogischen Förderung Plattling
- Staatl. Berufsschule I Deggendorf (gewerblich-technisch)
- Staatl. Berufsschule II Deggendorf (kaufmännisch)
- Landwirtschaftsschule
- Staatl. anerkannte Berufsfachschule für Fremdsprachenberufe

##### Landkreiseigene Schulen
- Berufsfachschule für IT-Berufe, Plattling
- Berufsfachschule für Krankenpflege des Klinikums, Deggendorf
- Berufsfachschule für Musik, Plattling
- Berufsfachschule für Physiotherapie des Klinikums, Deggendorf
- Fachakademie für Sozialpädagogik, Plattling

##### Fachoberschule/Berufsoberschule
- Aloys-Fischer-Schule Deggendorf (Staatl. Fachoberschule und Berufsoberschule)

##### Förderschulen
- Lernen mit Spaß Deggendorf
- Pestalozzischule Deggendorf
- Sonderpädagogisches Förderzentrum Osterhofen
- Sonderpädagogisches Förderzentrum Schöllnach
- St.-Notker-Schule Deggendorf

##### Grund- und Mittelschulen
Im Landkreis Deggendorf gibt es 35 Grund- und Mittelschulen:
| - Grundschule Aholming - Grundschule Altenmarkt - Grundschule Auerbach - Grundschule Außernzell (Abt-Bachmeier) - Grundschule Bernried - Grundschule Buchhofen - Grundschule Deggendorf (An der Angermühle) - Grundschule Deggendorf (St. Martin) - Grundschule Deggendorf (Theodor Eckert) - Grundschule Grafling - Grundschule Hengersberg - Grundschule Iggensbach - Grundschule Künzing-Gergweis - Grundschule Lalling - Grundschule Metten (Abt Utto) - Grundschule Mietraching - Grundschule Moos - Grundschule Neuhausen | - Grundschule Niederalteich (Abt Joscio) - Grundschule Otzing - Grundschule Plattling - Grundschule Rettenbach - Grundschule Schöllnach - Grundschule Stephansposching - Grundschule Wallerfing - Mittelschule Deggendorf (St. Martin) - Mittelschule Deggendorf (Theodor Heuss) - Mittelschule Hengersberg (Abt Bernhard Hilz) - Mittelschule Lalling - Mittelschule Metten - Mittelschule Oberpöring-Wallerfing - Mittelschule Osterhofen - Mittelschule Plattling - Mittelschule Schöllnach - Mittelschule Winzer-Iggensbach |

### Verkehr
Mit dem Autobahnkreuz der Autobahnen A3 und A92, dem ICE-Halt in Plattling sowie der Lage entlang der Donau verfügt der Landkreis Deggendorf über eine gute Anbindung an den Verkehr und agiert als zentraler Verkehrsknotenpunkt in Niederbayern.

#### Straßenverkehr

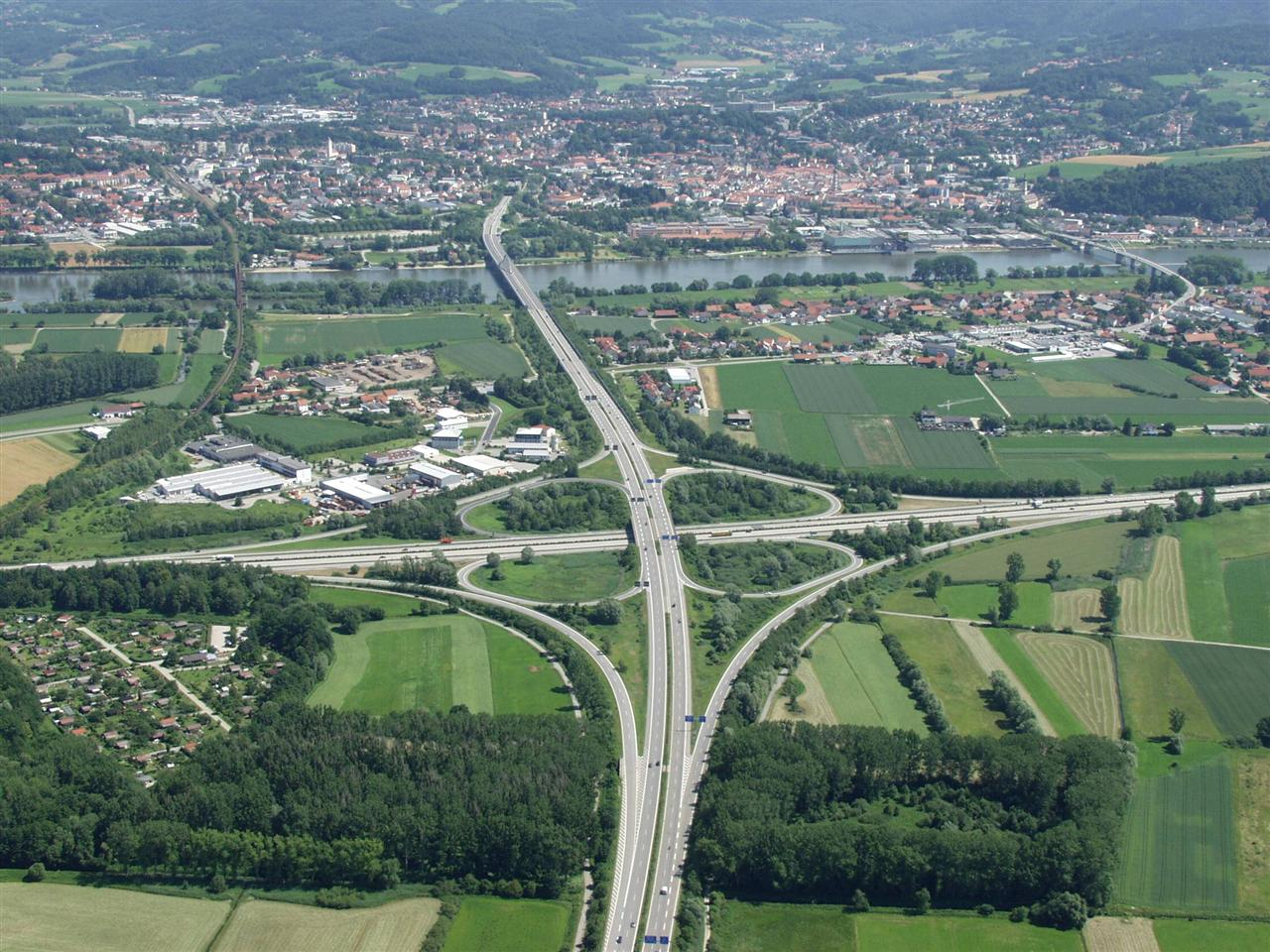
Autobahnkreuz

Durch den Landkreis Deggendorf verläuft die A3 (Nürnberg – Passau) sowie die A92 (München – Deggendorf). Südlich von Deggendorf kreuzen sich die A3 und die A92 und bilden das einzige Autobahnkreuz Niederbayerns.
Durch die zentrale Lage und die gute Erschließung durch die Autobahnen, sind wichtige Zentren und Metropolen von Deggendorf aus schnell erreichbar: so ist der Flughafen München innerhalb 1 Stunde erreichbar (ca. 110 km), die Stadt München in 1:39 Stunden (146 km) und Nürnberg in knapp 2 Stunden (180 km). Die nächstgelegenen Städte wie Regensburg (70 km) oder Passau (54 km) sind über die Autobahn ebenfalls schnell erreichbar.
Wichtige Verbindungen ins Ausland bestehen insbesondere nach Österreich: so ist beispielsweise Linz, die Landeshauptstadt Oberösterreichs, lediglich 160 km entfernt. In Verlängerung zu Linz liegt Wien (330 km), das in etwa 3,5 Stunden von Deggendorf aus erreichbar ist. Weitere Verbindungen bestehen über Bundesstraßen Richtung Tschechien. Bis zur Grenze nach Bayerisch Eisenstein sind es knapp 50 km. Die nächste größere Stadt Tschechiens ist Pilsen, das rund 140 km von Deggendorf entfernt liegt. Zur Landeshauptstadt Prag sind es 225 km.
Nachfolgende überregionale Straßen führen durch den Landkreis:
- A 3 Passau – Deggendorf – Nürnberg
- A 92 Deggendorf – Plattling – München
- B 8 Straubing – Plattling  – Osterhofen – Vilshofen  – Passau
- B 11 Deggendorf – Patersdorf – Regen – Bay. Eisenstein
- B 533 Hengersberg – Grafenau – Freyung

#### Schienenverkehr
Die AG der Bayerischen Ostbahnen eröffnete schon 1860 im Donautal die Strecke Regensburg – Passau. An ihr entstand in Plattling ein wichtiger Bahnknoten, als 1866 die Plattling-Deggendorfer Eisenbahn-Gesellschaft den Betrieb aufnahm; sie wurde 1877 durch die Ostbahngesellschaft weiter in den Bayerischen Wald hineingeführt.
Wenige Jahre zuvor (1875) hatte die Ostbahn ihre Strecke in Richtung Landau eröffnet, die heute nach München weiterführt.
Auch Deggendorf wurde Ausgangspunkt zweier Nebenbahnen:
1891 begann der Betrieb auf der Lokalbahn-AG Deggendorf-Metten, die später zur Regentalbahn kam. 1913/14 entstand die Staatsbahnstrecke am Fuß des Bayerischen Waldes nach Hengersberg – Kalteneck.
Das Netz umfasste nunmehr genau 100 km. Davon wurde in den Jahren 1981/83 etwa ein Drittel stillgelegt:
- 1981: Deggendorf Hbf–Hengersberg–Kalteneck 31 km
- 1983: Deggendorf Hbf–Metten 4 km

Die Regentalbahn AG begann 2002, den Markennamen „Die Länderbahn“ zu etablieren. Die Länderbahn wiederum betreibt unter der Marke „Waldbahn“ verschiedene Linien im Bayerischen Wald, u. a. die Linie Plattling – Deggendorf – Zwiesel – Bayerisch Eisenstein, welche im Stundentakt, zwischen Plattling und Deggendorf im Halbstundentakt, verkehrt.
Aktuell (2014) gibt es fünf Zugangsstellen zum Bahnverkehr im Landkreis:
- Plattling
- Pankofen
- Deggendorf Hauptbahnhof
- Grafling-Arzting
- Osterhofen

Die Anbindung an den Fernverkehr ist über den Bahnhof Plattling gewährleistet, der weiterhin als Eisenbahnknotenpunkt mit ICE-Haltestelle im östlichen Niederbayern fungiert.

#### Flussschifffahrt und Hafen

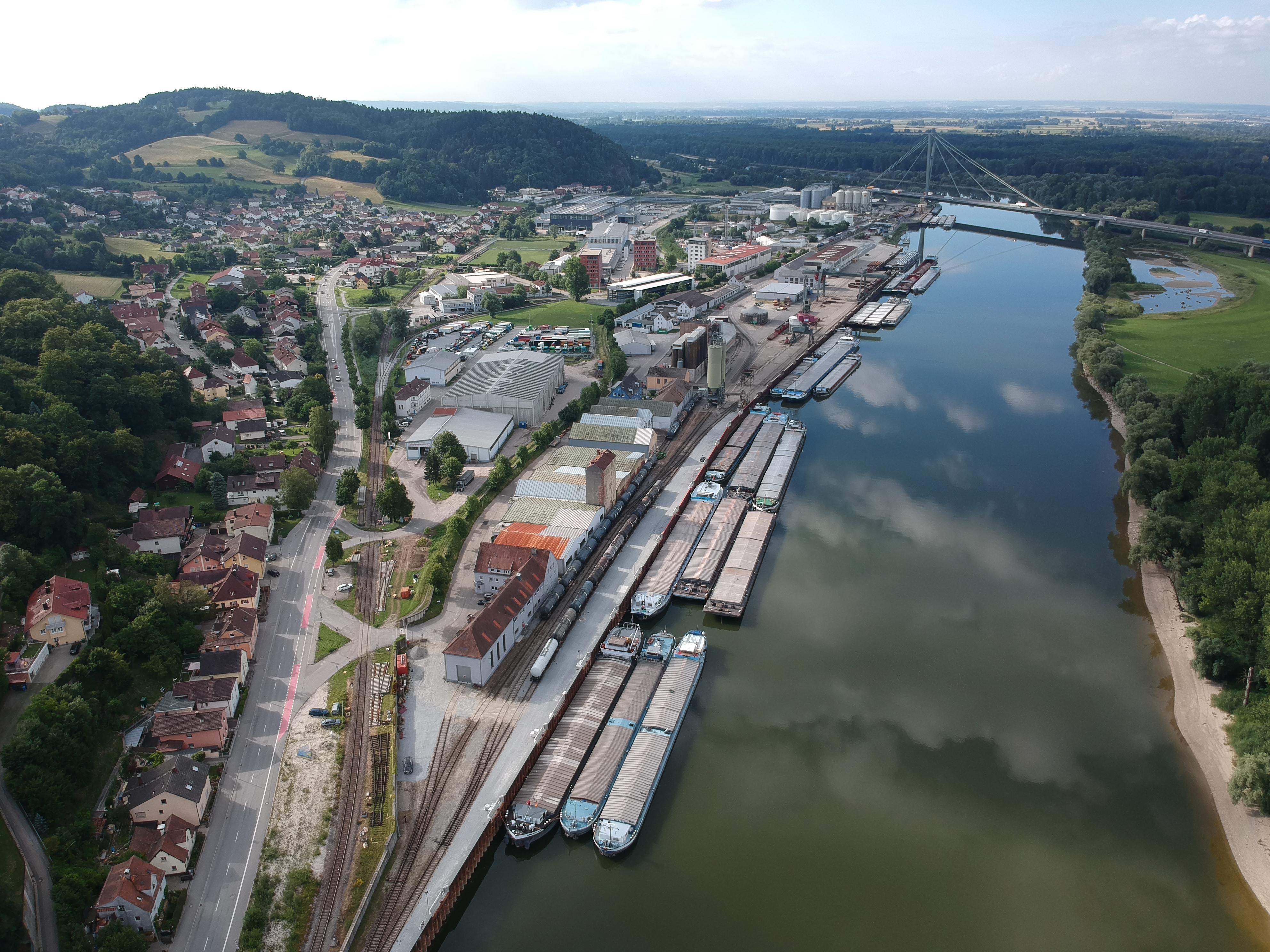
Hafen Deggendorf

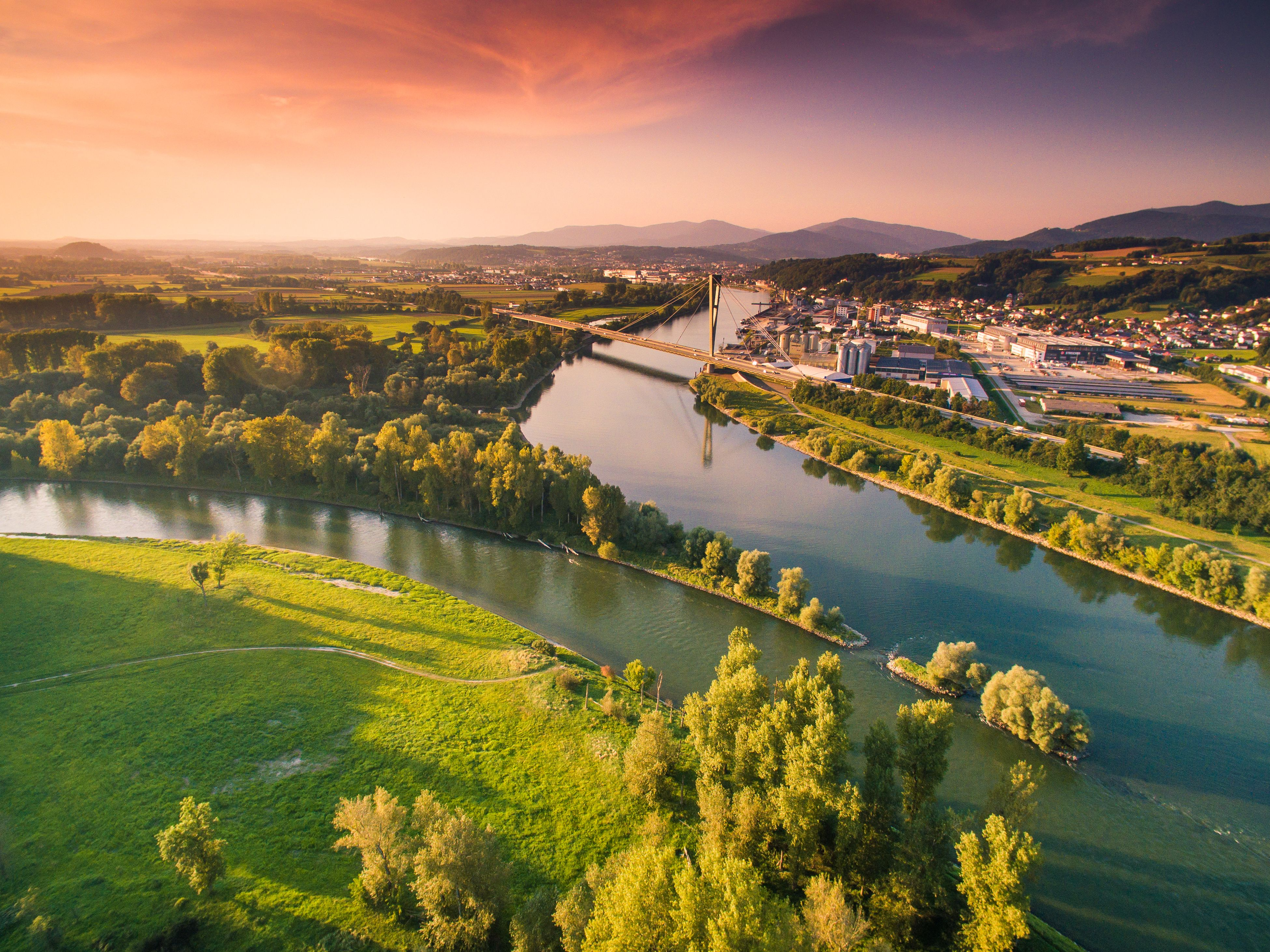
Isarmündung

Die Donau führt durch den Landkreis Deggendorf. Im Deggendorfer Ortsteil Deggenau befindet sich der Hafen Deggendorf als Güterverkehrszentrum (GVZ) und Frachthafen.
Der Hafen Deggendorf besteht aus drei Teilbereichen. Der Allgemeine Hafen („Althafen“) umfasst eine Umschlagsfläche von ca. 1,7 ha und liegt zwischen Donau-Kilometer 2282,970 - 2283,870 links. Vorhanden sind u. a. ein Portalkran (Containerbrücke), ein Wipp-Drehkran, eine Ro-Ro-Anlage, ein Reach-Stacker für Containerumschlag sowie eine Schwergut- und Gefahrgutplatte. Eigentümer ist der Zweckverband Donau-Hafen Deggendorf.
Der Ölhafen befindet sich zwischen Donau-Kilometer 2282,629 - 2282,970 links. Er umfasst 14 Tanks mit einem Gesamtvolumen von 25.800 m³. Eigentümer des Ölhafens ist die Friedrich Scharr KG / Sailer Mineralölhandel GmbH.
Der ehemalige Freihafen (Donau-km 2282,374 - 2282,629 links) wurde 1992 als zweiter Binnen-Freihafen neben Duisburg eröffnet. Im Mai 2016 wurden die Freizonen bundesweit nach Einführung des Unionszollkodex wieder aufgegeben. Der ehemalige Freihafen verfügt über ca. 7.000 m² Umschlagsfläche und zwei mobile Kräne. Er wird, wie der Allgemeine Hafen, vom Zweckverband Donau-Hafen Deggendorf betrieben.
Der Hafen Deggendorf verfügt als Eisenbahninfrastrukturunternehmen (EIU) über ca. 5 km Gleisnetz (davon 3 km überfahrbar) und ist über den Bahnhof Deggendorf und den Bahnhof Plattling direkt an das Schienennetz DB Netz AG und das TEN-T (Trans European Network Transport) angebunden. Zudem betreibt das GVZ Hafen Deggendorf ein eigenes Eisenbahnverkehrsunternehmen (EVU) mit Rangierlokomotiven im Hafen.
Im Hafenbereich stehen ca. 70.000 m² freie Ansiedlungsflächen für hafendienliche Unternehmen zur Verfügung.
Über die Staatsstraße 2125 ist das Autobahnkreuz Deggendorf (BAB A3/A92) nach 2 km und die Anschlussstelle Hengersberg (111) an der BAB A3 nach 8 km zu erreichen. Der Flughafen München befindet sich in ca. 60 Minuten Entfernung über die BAB A92.
Bei Deggendorf mündet darüber hinaus die Isar in die Donau.
Die lokale Personenschifffahrt sowie die Flusskreuzfahrt-Flotte auf der Donau nutzen die Anlegestellen an der Deggendorfer Donaupromenade.

### Gesundheitswesen und medizinische Versorgung
Im Landkreis befinden sich mehrere Kliniken mit Schwerpunkten auf unterschiedlichen Fachbereichen:
- DONAUISAR Klinikum Deggendorf: Das Klinikum entstand durch die Fusion der Kliniken Deggendorf, Dingolfing und Landau und verfügt insgesamt über 735 Betten. Damit ist es das größte Klinikum in Niederbayern. Am Standort Deggendorf sind 17 Stationen (inkl. Intensivstationen) mit derzeit 470 Betten eingerichtet, es gibt 9 Funktionsabteilungen, einer Palliativstation mit 10 Betten, 10 Dialysebetten und eine Akutgeriatrische Hauptabteilung. Seit 2010 wird im Bereich der Kinderklinik ein Sozialpädiatrisches Zentrum betrieben. Dazu steht eine Tagesklinik für Kinder- und Jugendpsychiatrie in Zusammenarbeit mit dem Bezirk Niederbayern zur Verfügung.[25]
- Fachklinik Osterhofen: Die Fachklinik ist spezialisiert auf die Gebiete der Amputationsmedizin und multimodalen Schmerztherapie.[26]
- Asklepios Klinik Schaufling: Die Asklepios Klinik Schaufling ist ein Rehabilitationszentrum für Patienten mit neurologischen, orthopädischen, geriatrischen und kardiologischen Erkrankungen sowie für Unfallverletze. Die Klinik verfügt über 350 Betten.[27]
- Bezirksklinikum Mainkofen: Das Bezirksklinikum Mainkofen wurde 1911 als Heil- und Pflegeanstalt eröffnet. Heute ist es eine Klinik für Psychiatrie, Psychotherapie und Psychosomatik, Neurologie, Neurologische Frührehabilitation sowie Forensische Psychiatrie und Psychotherapie mit 714 Betten. Dazu gibt es mit der Rehabilitationsklinik ALKURE eine Station zur Alkohol-Kurzzeitentwöhnung mit 13 Betten. Ein weiterer Standort befindet sich in Passau.[28]
- Klinik Angermühle: Die Klinik Angermühle befindet sich im Palais im Stadtpark in Deggendorf. Sie ist spezialisiert auf die Fachgebiete der Nervenheilkunde, Psychotherapie, Psychosomatik und Schlafmedizin. Die Klinik bietet ambulante, teilstationäre und stationäre Therapiemöglichkeiten.[29]

#### Gesundheitsregion
Der Landkreis Deggendorf zählt seit 2019 zu den Gesundheitsregionen plus. Mit dem Konzept „Gesundheitsregionen plus“ will das Bayerische Staatsministerium für Gesundheit und Pflege die medizinische und pflegerische Versorgung und Prävention im Freistaat durch regionale Netzwerke weiter verbessern. Durch die stärkere Vernetzung der Einrichtungen und Experten des Gesundheitswesens, die Verbesserung der Kommunikation untereinander sowie die Initiierung bzw. Schaffung neuer Projekte und Strukturen will der Landkreis Deggendorf im Rahmen der Initiative die gesundheitliche Versorgung und Vorsorge der Bürgerinnen und Bürger in der Region optimieren. Dazu wurden sechs Arbeitskreise gebildet, die sich u. a. mit den Themen Bewegungsförderung und Fachkräftesicherung beschäftigen.

## Gemarkungen
Im Landkreis gibt es 75 Gemarkungen mit 83 Gemarkungsteilen.

## Städte und Gemeinden
(Einwohner am 31. Dezember 2024)
| Städte 1. Deggendorf, Große Kreisstadt (35.044) 2. Osterhofen (12.280) 3. Plattling (13.160) Märkte 1. Hengersberg (7810) 2. Metten (4288) 3. Schöllnach (4763) 4. Winzer (3792) Weitere Gemeinden 1. Aholming (2378) 2. Auerbach (2125) 3. Außernzell (1535) 4. Bernried (4736) 5. Buchhofen (991) 6. Grafling (2707) 7. Grattersdorf (1356) 8. Hunding (1162) 9. Iggensbach (2206) 10. Künzing (3258) 11. Lalling (1651) 12. Moos (2383) 13. Niederalteich (1762) 14. Oberpöring (1201) 15. Offenberg (3334) 16. Otzing (1978) 17. Schaufling (1487) 18. Stephansposching (3189) 19. Wallerfing (1268) | Verwaltungsgemeinschaften 1. Lalling (Gemeinden Grattersdorf, Hunding, Lalling und Schaufling) 2. Moos (Gemeinden Buchhofen und Moos) 3. Oberpöring (Gemeinden Oberpöring, Otzing und Wallerfing) 4. Schöllnach (Gemeinde Außernzell und Markt Schöllnach) Keine gemeindefreien Gebiete |

## Naturkatastrophen

### Schneechaos im Winter 2005/2006
Auch der östliche Teil des Landkreises Deggendorf war wie der gesamte östliche Bayerische Wald vom Schneechaos im Winter 2005/2006 betroffen. Gebäudeeigentümer, Feuerwehren, THW, Bundespolizisten, Soldaten der Bundeswehr und freiwillige Helfer schaufelten unzählige Gebäude von den Schneemassen frei. Dennoch stürzten über 20 Hallen, Wohnhäuser und landwirtschaftliche Nebengebäude sowie eine Vielzahl weiterer kleinerer Bauten im Landkreisgebiet ein.
Der Katastrophenalarm im Landkreis Deggendorf wurde am 9. Februar 2006 um 11:20 Uhr durch Landrat Christian Bernreiter ausgerufen und nach fünf Tagen am 14. Februar 2006 um 19:00 Uhr wieder aufgehoben.

### Hochwasser im Juni 2013

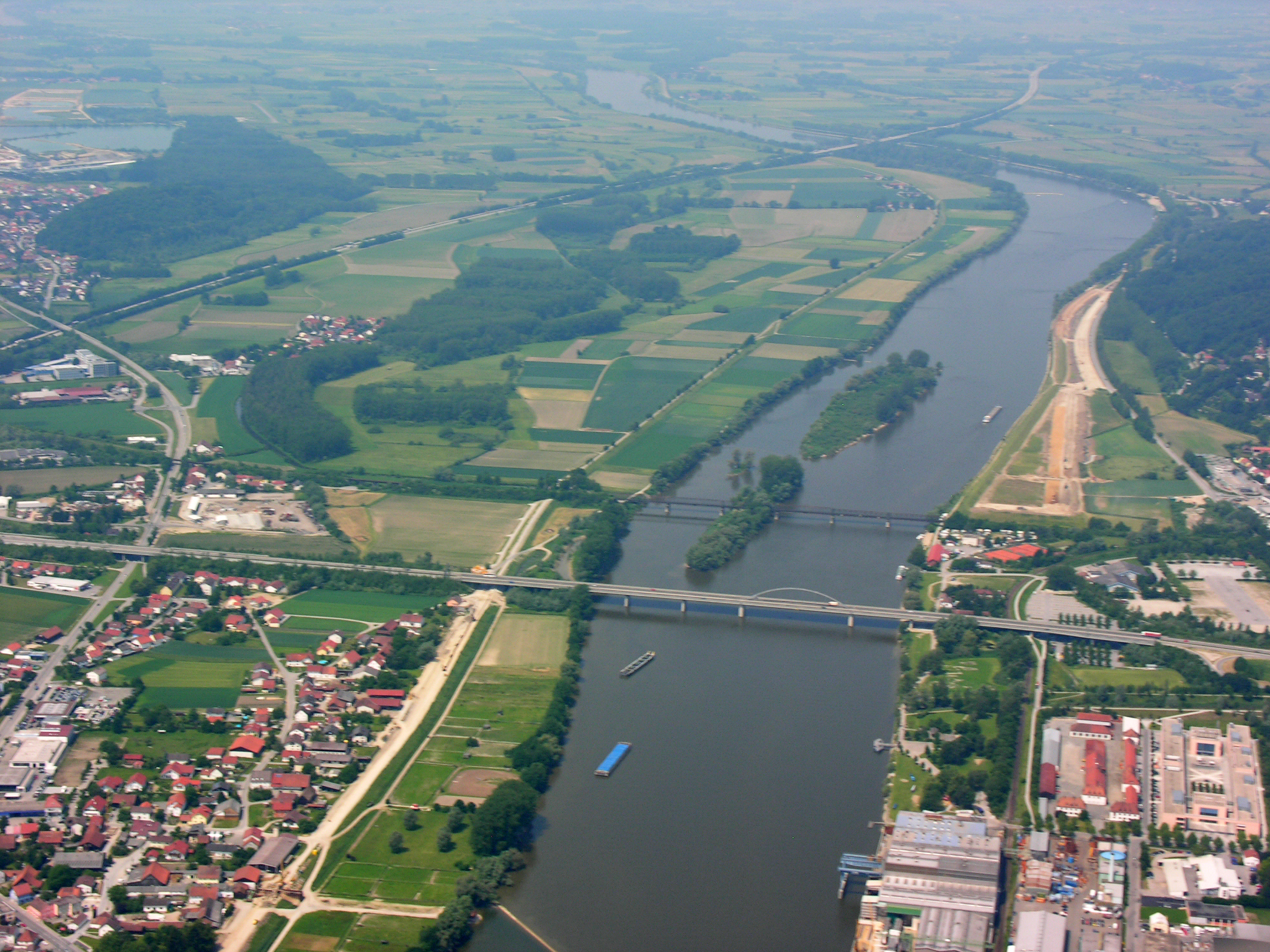
Die Donau, hier hochwasserfrei, im Landkreis Deggendorf

Durch anhaltende Niederschläge im Mai und Anfang Juni führten sowohl die Donau als auch die Isar übermäßig viel Wasser und suchten den Landkreis mit einem noch nicht gekannten Hochwasser heim. Der Deutsche Wetterdienst warnte am 30. Mai vor Dauerregen und starken Unwettern in Bayern. Am 31. Mai informierte das zuständige Wasserwirtschaftsamt Deggendorf Landrat Christian Bernreiter, dass Starkregenereignisse in außergewöhnlichem Maß zu erwarten seien. Am 2. Juni erreichten am Abend Donau und Isar die Meldestufe 4. Nach frühzeitiger Information der gefährdeten Gemeinden im Landkreis und der Hilfsorganisationen wurde, da Deiche gefährdet waren, vom Landrat am 3. Juni um 8:40 der Katastrophenalarm ausgerufen. Lokale Medien berichteten um 12:00 Uhr, dass an der Isarmündung unter erschwerten Bedingungen Dammsicherungsarbeiten geschehen.
Am 4. Juni brach durch den Rückstau der Donau dieser Damm an der Isar bei der Stadt Deggendorf und überschwemmte die beiden Ortsteile Fischerdorf und Natternberg. Am selben Tag hielt der Donau-Damm bei Winzer den Wassermassen nicht mehr stand, große Teile von Niederalteich wurden überflutet. Weitere Dammbrüche im Landkreis konnten durch die zahlreichen Einsatzkräfte insbesondere des THW, der Feuerwehr, des BRK, der Bundeswehr, der Bundespolizei und der Polizei mit Hilfe örtlicher Firmen und zusätzlich weiteren 3000 Freiwilligen verhindert werden. Die Hilfe der Freiwilligen wurde durch etwa 30 Studenten der Initiative „Deggendorf räumt auf“ der Technischen Hochschule Deggendorf organisiert, die dafür im Dezember 2013 mit dem Deutschen Engagementpreis ausgezeichnet wurden. Über eine Million Sandsäcke wurden gefüllt und zur Deichstabilisierung verbaut.
Bereits ab dem 4. Juni 2013 fanden großflächige Evakuierungen statt, mehr als 6000 Menschen mussten ihre Häuser verlassen. Der Donaupegel bei Deggendorf lag vom 4. Juni bis 6. Juni bei 8 m, und erreichte in Niederalteich einen Höchststand von 8,30 m.
Neben der Autobahn 3 und der Autobahn 92 im Bereich des Autobahnkreuzes Deggendorf waren auch Staats- und Landkreisstraßen entlang der Donau über eine Woche überflutet und gesperrt. Nachdem nach der Überflutung Fischerdorfs die Maxbrücke in Deggendorf auch noch die Donaubrücke der Autobahn A92 komplett gesperrt werden musste, war der rechts- und linksseitig der Donau gelegene Teil des Landkreises verkehrstechnisch weitgehend voneinander isoliert. Der Schulbetrieb im gesamten Landkreis musste für eine Woche unterbrochen werden, in Niederalteich für zwei Wochen.
Erst am 18. Juni konnten die letzten Bewohner der Deggendorfer Ortsteile Fischerdorf und Natternberg wieder ohne Boote zu ihren Häusern, um mit den Aufräumungsarbeiten zu beginnen. Auch bei den Aufräumungsarbeiten leisteten Hilfsorganisationen und Freiwillige Hilfe. Prognosen schätzten den Schaden allein im Landkreis Deggendorf auf 500 Millionen Euro. Aufgrund der Kontamination mit Heizöl wurde mit dem Abriss von 150 Gebäuden gerechnet, bis Ende 2013 wurden bereits ⅔ dieser Gebäude abgebrochen. In der Rückschau Ende 2014 wurde festgestellt, dass 209 Gebäude abgerissen und neu gebaut werden müssen, 587 Gebäude sind zu sanieren.
Der bayerische Ministerpräsident Horst Seehofer besuchte Deggendorf am 6. Juni und am 6. August, der Bundespräsident Joachim Gauck am 16. Juni und ein Jahr später am 7. Juli 2014.
Der Katastrophenalarm dauerte 19 Tage und wurde am 21. Juni um 17:00 Uhr aufgehoben.

## Tourismus

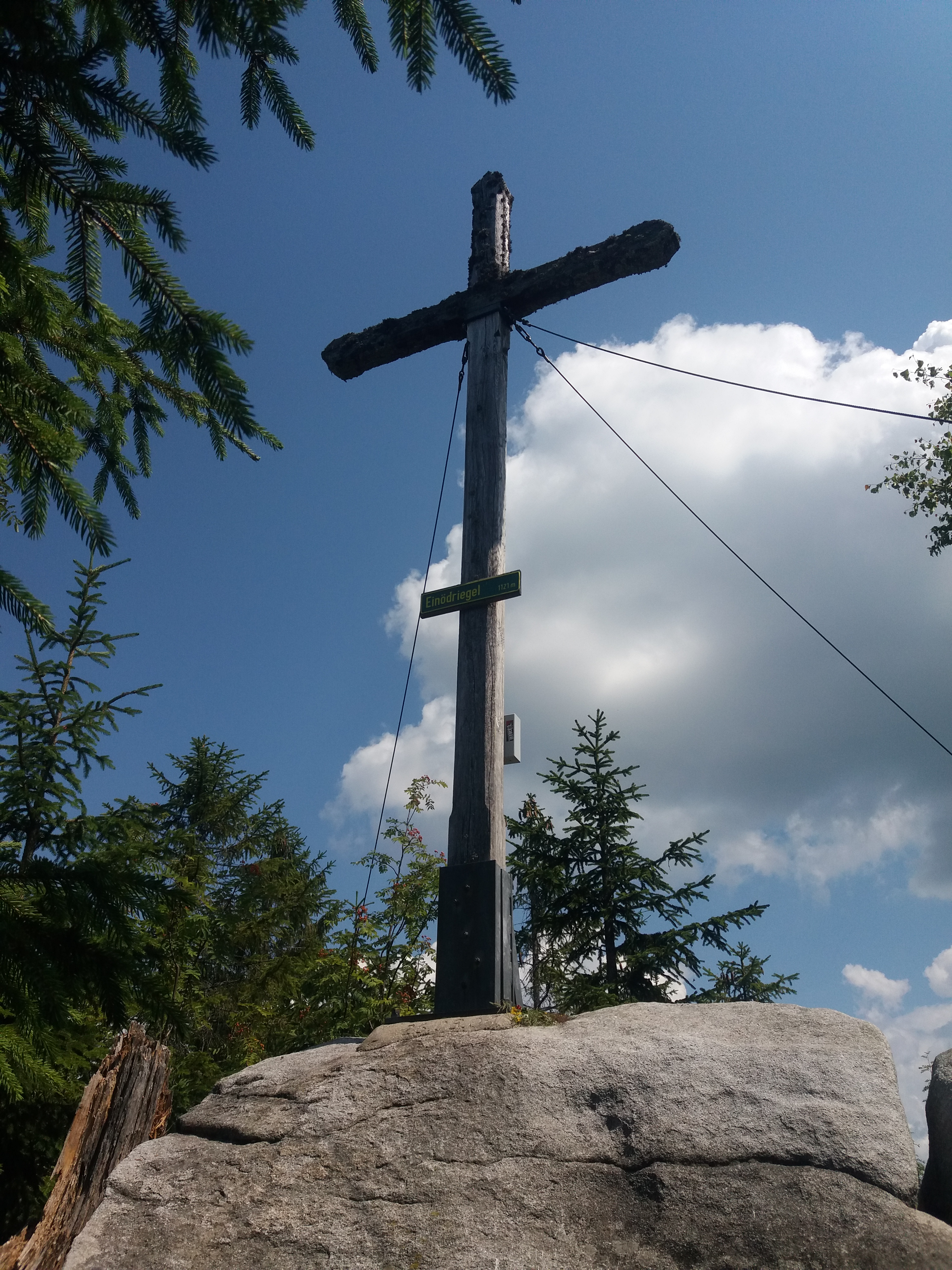
Grafling Einödriegel

2018 waren 1.153 sozialversicherungspflichtige Arbeitnehmer im Gastgewerbe beschäftigt. 2017 waren 327 steuerpflichtige Unternehmen des Gastgewerbes im Landkreis Deggendorf angemeldet, die einen Umsatz von 169.855.000 Euro erwirtschafteten.
2018 wurden im Landkreis Deggendorf 119.580 Gästeankünfte und 235.120 Übernachtungen registriert (+7 % seit 2013). Die durchschnittliche Aufenthaltsdauer lag so bei 2 Tagen.

### Touristische Lage und Regionen
Ein Teil des Landkreises Deggendorf zählt zum Bayerischen Wald, ein weiterer Teil des Landkreises gehört zur Tourismusregion Bayerisches Golf- und Thermenland. Die Donau bildet eine grobe Grenze zwischen diesen zwei Regionen. Die Stadt Deggendorf wird aufgrund ihrer Lage zum Bayerischen Wald gerechnet und oft auch als Tor zum Bayerischen Wald bezeichnet. Auch die Ausläufer der Gäubodens ziehen sich durch den Landkreis Deggendorf.
Ebenfalls landschaftsprägend ist die Isar, welche bei Deggendorf in die Donau mündet. Die Isarmündung ist dabei die einzige noch intakte Mündung eines Alpenflusses in die Donau. Im Mündungsbereich entstand eine bedeutende Auenlandschaft, die als Naturschutzgebiet ausgewiesen und Lebensraum für viele, zum Teil gefährdete, Tiere und Pflanzen ist.
Als Tourismusregion ist der Landkreis darüber hinaus in verschiedene Gebiete unterteilt:

#### Lallinger Winkel

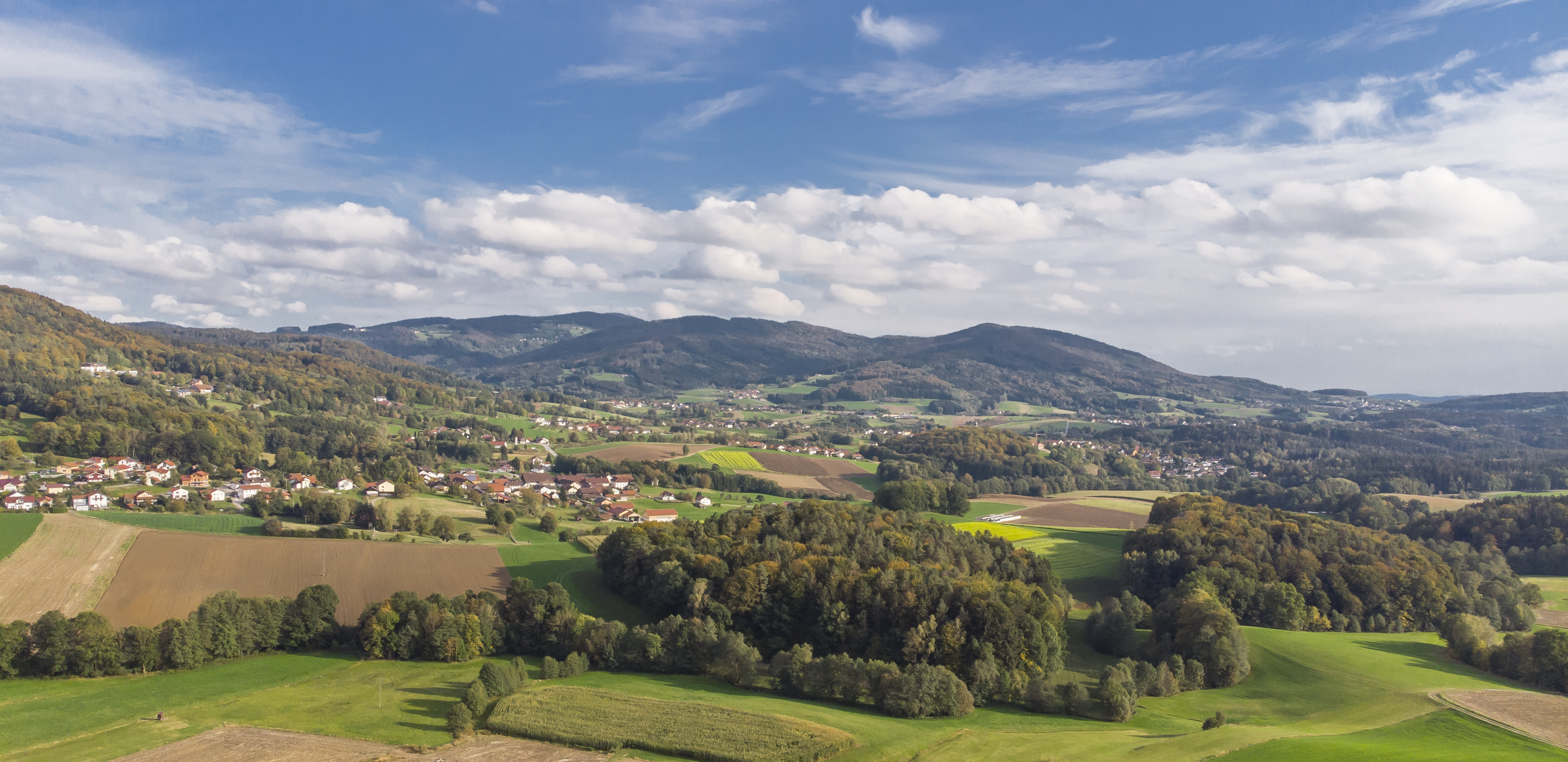
Lallinger Winkel

Zur Region Lallinger Winkel gehören die Gemeinden Lalling, Hunding und Schaufling. Das Gebiet befindet sich im Nordosten des Landkreises. Durch die topografische Lage der Region und das dadurch bedingte milde Klima gilt der Lallinger Winkel als wichtiges Obstanbaugebiet im Bayerischen Wald. 2018 wurde der Lallinger Winkel als Genussort Bayern ausgezeichnet. In der Region befinden sich zahlreiche Wanderwege, u. a. mit Anschluss an die Fernwanderwege Goldsteig und Gunthersteig, Reitwanderwege, Freizeiteinrichtungen wie eine 18-Loch-Golfanlage sowie Möglichkeiten für Wintersport.

#### Region Hirschenstein

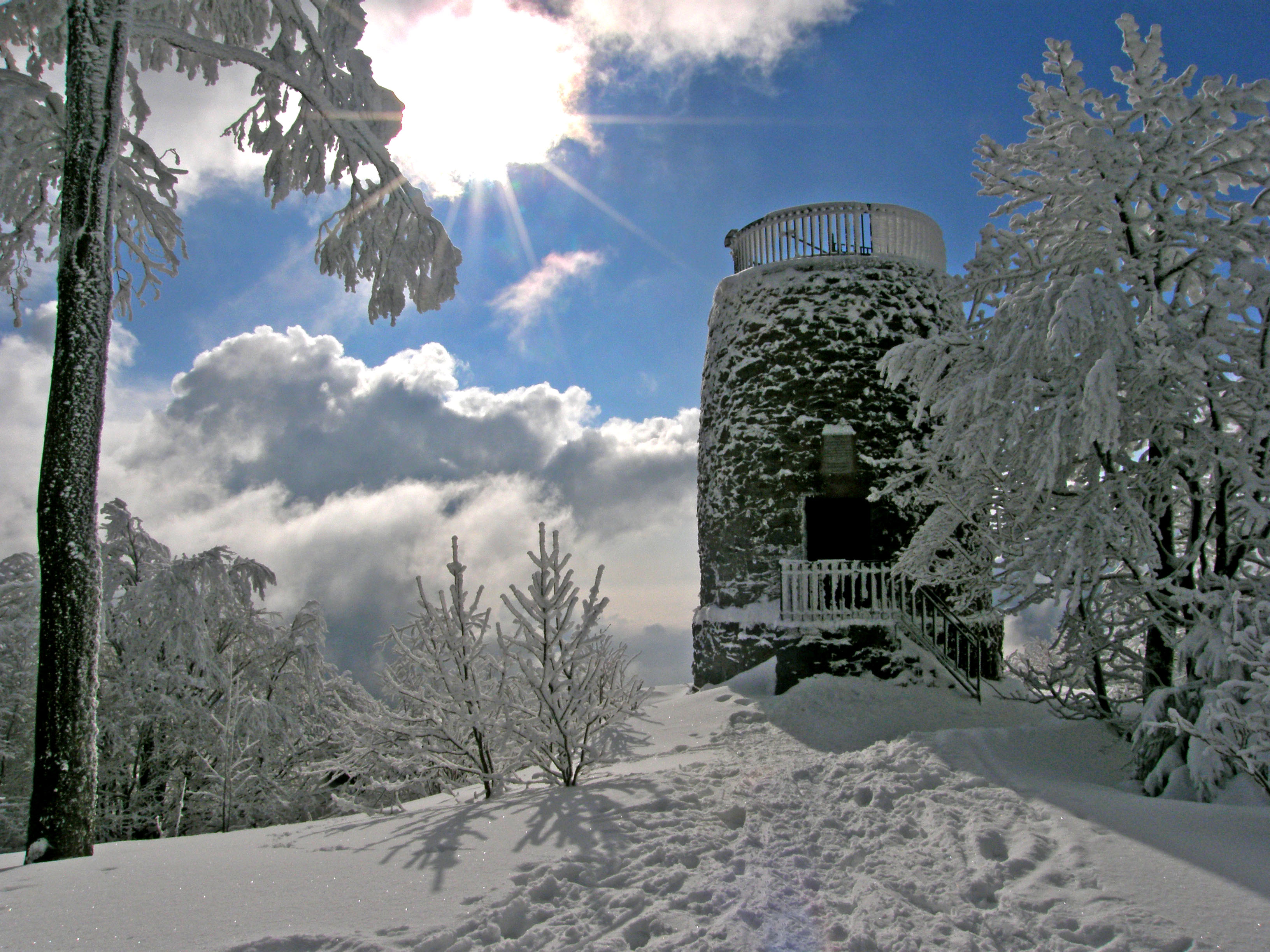
Hirschenstein: Aussichtsturm im Winter

Die Region Hirschenstein befindet sich im Norden des Landkreises und besteht aus den Gemeinden Bernried, Metten und Offenberg. Namensgeber und Zentrum der Region ist der Hirschenstein (1.095 m). Der gemauerte Aussichtsturm auf dem Berg ermöglicht einen Blick über die Bergkette des Bayerischen Walds sowie über die Donauebene bis zu den Alpen. Auf den Hirschenstein führen diverse markierte Wanderwege.

#### Region Sonnenwald

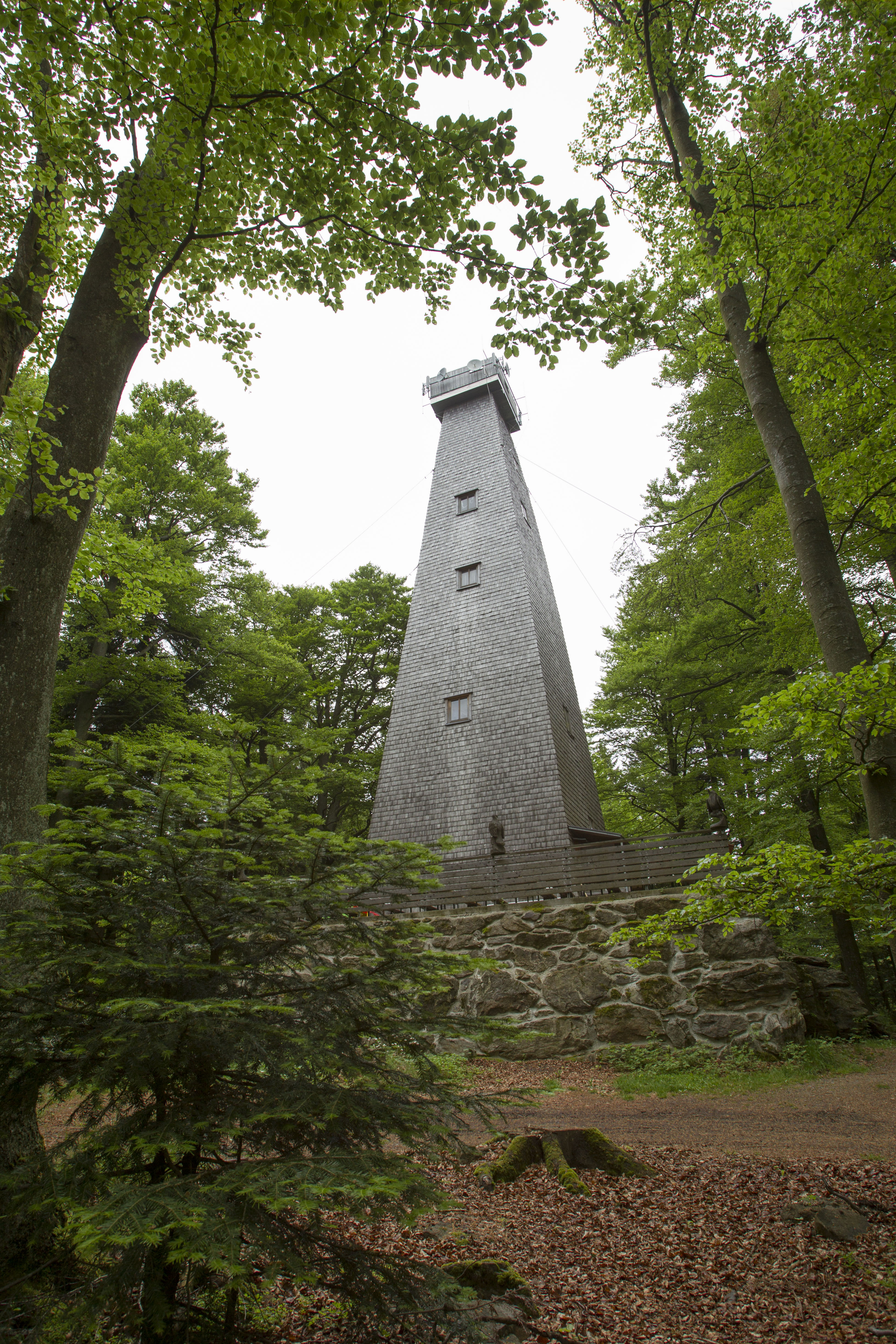
Brotjacklriegel

Sonnenwald ist eine Wander- und Skiregion im Osten des Landkreises, bestehend aus den Gemeinden Grattersdorf und Schöllnach. Zentrum der Region ist der Brotjacklriegel (1.011 m). 300 km Wanderwege erschließen die Region. Eine Besonderheit ist der knapp zwei Kilometer lange Sonnenwald-Erlebnispfad mit zehn Themenstationen mit interaktiven Elementen.

#### Bayerisches Donautal & Klosterwinkel
Die Tourismusgemeinschaft „Bayerisches Donautal & Klosterwinkel“ besteht aus 13 Städten und Gemeinden im Landkreis Deggendorf sowie den angrenzenden Landkreisen. Die Mitgliedsgemeinden aus dem Landkreis Deggendorf sind Künzing, Moos, Osterhofen und Winzer. Landschaftsprägend ist vor allem die Donau mit einem umfangreichen Radwegenetz. Sehenswert sind außerdem die zahlreichen Kirchen in der Region, z. B. die Asambasilika Altenmarkt, die als Meisterwerk spätbarocker bayerischer Kirchenbaukunst gilt.

### Wandern

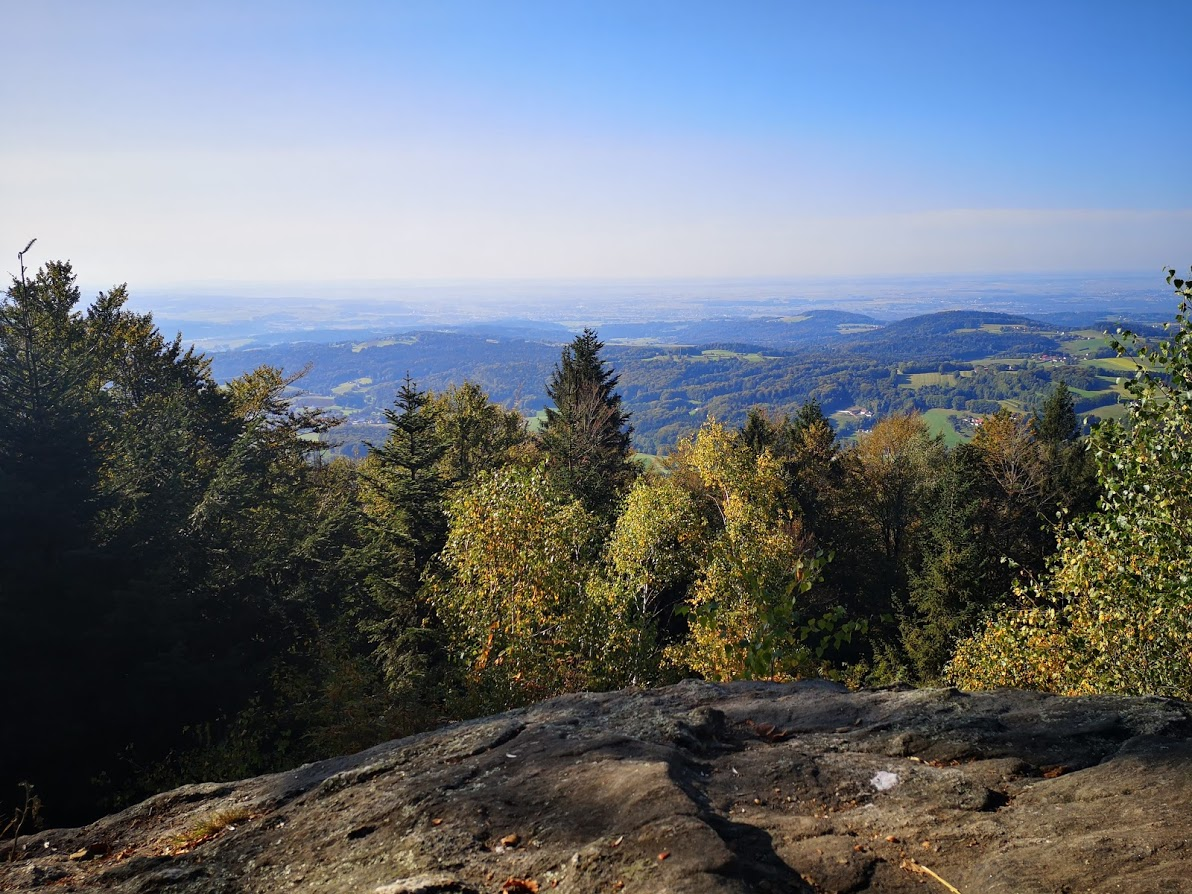
Blick vom Ruselabsatz

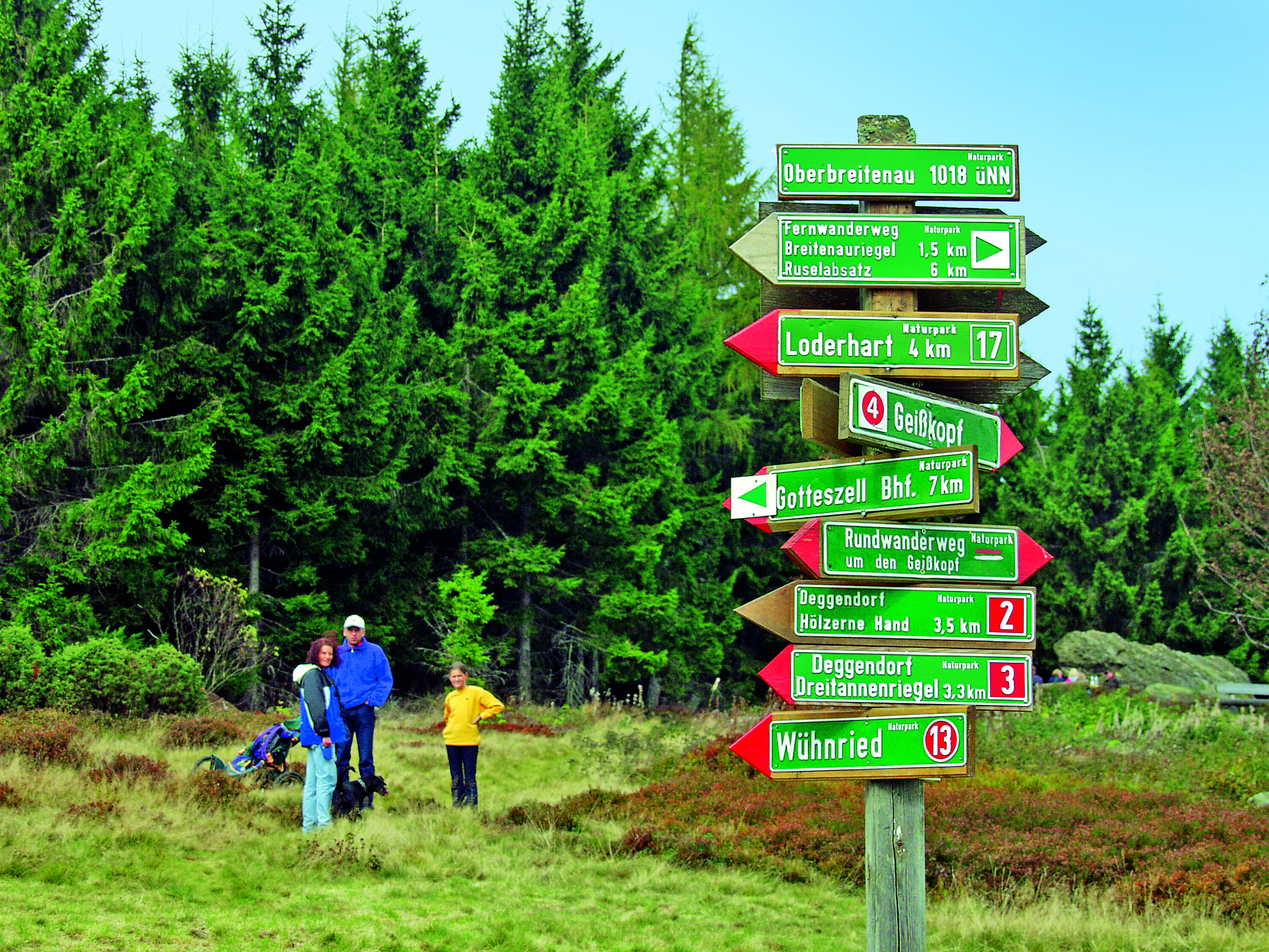
Wanderwege im Landkreis Deggendorf

Die Landschaft des Landkreises Deggendorf ist eine beliebte Wanderregion. Durch den Landkreis führen diverse Fern- und Rundwanderwege.
Die wichtigsten Fernwanderwege durch den Landkreis Deggendorf sind:
- Böhmweg: Der Böhmweg führt auf vier Etappen mit insgesamt 52 km Länge von Deggendorf über Bischofsmais, Zwiesel und Ludwigsthal bis nach Železná Ruda in Tschechien.
- Donau-Panoramaweg: Der Donau-Panoramaweg führt auf 220 km von Neustadt a.d. Donau nach Passau und durchquert dabei auch den Landkreis Deggendorf. Der Weg führt vorbei an Metten, durch Deggendorf und den Klosterort Niederalteich bis Winzer.
- Europäischer Fernwanderweg E8: Der Weg führt durch Teile des Bayerischen Walds. Stationen im Landkreis Deggendorf: Hirschenstein (1.095 m) – Kalteck – Vogelsang (1.022 m) – Gotteszell – Oberbreitenau – Breitenauriegel (1.114 m) – Rusel – Kapfing – Lalling – Rohrstetten – Büchelstein (832 m) – Brotjacklriegel (1.011 m)
- Goldsteig: Der Goldsteig zählt zu den Top Trails of Germany. Ein Teil des Wanderwegs führt durch den Bayerischen Wald. Die anspruchsvollere Nordvariante führt ab Thanstein über die 1000er Gipfel des Bayerischen Waldes entlang der böhmischen Grenze bis nach Passau. Die gemäßigtere Südroute verläuft über die Höhenzüge des Vorderen Bayerischen Waldes und führt dabei auch durch den Landkreis Deggendorf.
- Gunthersteig: Der 88 km lange Gunthersteig beginnt in Niederalteich und führt nach Dobrá Voda (Gutwasser) in Tschechien. Im Landkreis Deggendorf führt der Weg durch den Lallinger Winkel und über den südlichen Hauptkamm des Bayerischen Walds.
- Via Nova: Via Nova ist ein überkonfessioneller europäischer Pilgerweg. Im Deggendorfer Land führt der Weg an den Abteien in Metten und Niederalteich vorbei.

### Radfahren
Durch die Flusstäler von Donau und Isar führen diverse (Fern-)Radwege, der Bayerische Wald ist eine beliebte Mountainbike-Region.
Die wichtigsten Radwege im Landkreis Deggendorf sind die Folgenden:
- Donauradweg und EV6: Der Donauradweg und die in diesem Abschnitt identische EuroVelo-Route EV6 verlaufen entlang der Donau durch den Landkreis Deggendorf, von Metten über Deggendorf, Niederalteich und Osterhofen, bis sie den Landkreis Richtung Vilshofen an der Donau wieder verlassen.
- Isarradweg: Der Isarradweg führt auf 290 km vom Isarursprung über München und Landshut bis zur Isarmündung bei Deggendorf. Von dort aus besteht über die Fähre nach Niederalteich Anschluss an den Donauradweg sowie den Donau-Ilz-Radweg. Eine alternative Route führt über Plattling nach Deggendorf.
- Donau-Ilz-Radweg: Der Donau-Ilz-Radweg verläuft von Niederalteich an der Donau, zum Teil auf einer ehemaligen Bahntrasse, bis in den Bayerischen Wald. Mit seinen flachen Etappen ist er besonders für Familien und gemütliche Radler geeignet.
- Vilstalradweg: Der Vilstalradweg führt ein kurzes Stück durch den Landkreis Deggendorf, und zwar durch Göttersdorf, Galgweis und Gergweis in der Gemeinde Osterhofen. In Vilshofen, wo sich die Vils mit der Donau vereint, mündet der Radweg in den Donauradweg.
- Trans Bayerwald: Trans Bayerwald ist eine Mountainbike-Reiseroute. Sie führt auf rund 700 km bzw. zwei 7-Tages-Etappen in Nord-Süd- oder Süd-Nord-Richtung zwischen Furth im Wald und Passau durch den Bayerischen Wald.

### Gesundheitstourismus
Der Teil des Landkreises Deggendorf südlich der Donau und rund um die Isar gehört zur Tourismusregion Bayerisches Golf- und Thermenland. Das Gebiet in Ostbayern zählt zu den führenden Gesundheits- und Wellnessregionen in Europa. In der Region befinden sich unter anderem die Heil- und Thermalbäder Bad Füssing, Bad Griesbach im Rottal, Bad Birnbach, Bad Gögging und Bad Abbach, außerdem besitzt das Bayerische Golf- und Thermenland die höchste Golfplatzdichte Deutschlands. Der Landkreis Deggendorf positioniert sich hier vor allem mit seinen Naturlandschaften, dem Naturschutzgebiet um die Isarmündung und Kultureinrichtungen wie der Asambasilika Altenmarkt, der Benediktinerabtei Niederaltaich oder dem Stadtmuseum Deggendorf.

### Wintersport
Der Landkreis Deggendorf ist auch Wintersportregion mit verschiedenen Skigebieten, zum Beispiel im Gebiet Brotjacklriegel-Sonnenwald, Rusel-Greising-Oberbreitenau-Geißkopf oder Hirschenstein-Kalteck. Neben Pisten und Liften für den Alpinski gibt es unterschiedliche Langlaufloipen und Rodelhänge. Charakteristisch sind die kurzen Wege zwischen den unterschiedlichen Skigebieten. So sind Geißkopf, Arber und alle anderen Ziele in kurzer Distanz zu erreichen.

### Freizeiteinrichtungen

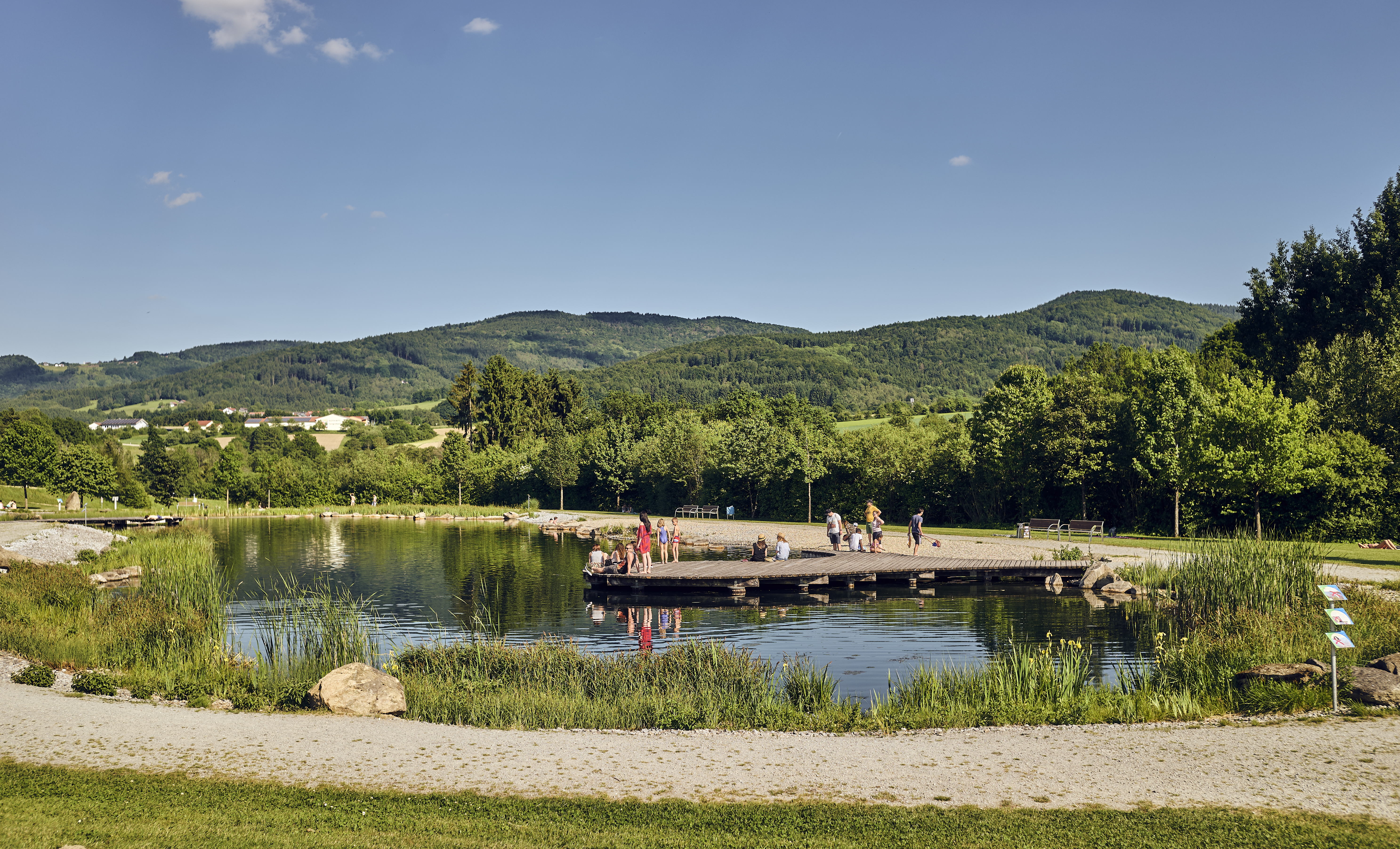
Feng Shui Park Lalling

- Sternwarte Winzer: Einziges Planetarium in Ostbayern. Mittels eines Simulations-Projektors werden z. B. aktuelle Sternbilder, Planetenkonstellationen oder Sonnen- u. Mondfinsternisse auf verständliche Art und Weise präsentiert.
- Gut Aiderbichl: Der Gnadenhof in der Nähe von Deggendorf bietet mehr als 120 geretteten Tieren ein Zuhause.
- Feng Shui Kurpark Lalling: Der Kurpark ist der erste seiner Art in Deutschland, der unter dem Schwerpunktthema Feng Shui steht.
- Frei- und Hallenbäder: Freibäder befinden sich in Metten, Bernried, Hengersberg (mit Hallenbad), Osterhofen (mit Hallenbad), Plattling und Schöllnach. Ein Ganzjahresbad „elypso“ befindet sich in Deggendorf.
- Golf: Der Deggendorfer Golfclub betreibt auf 840 m Höhe einen 18-Loch-Golfplatz. Am Campingplatz am Kapfelberg besteht die Möglichkeit zum Wintergolfen mit einer Driving Range mit 10 Abschlagsplätzen und vier Kurzbahnen.
- Minigolf: Minigolfanlagen befinden sich in Bernried und Deggendorf.
- ES-Vertikal Kletterzentrum Deggendorf: Das DAV Kletterzentrum Deggendorf ist eine barrierefreie Kletterhalle mit Möglichkeiten zum Bouldern und Seilklettern.
- Eisstadion Deggendorf: Im Eisstadion finden die Eishockey-Heimspiele des Deggendorfer SC statt. Das Eisstadion ist aber auch für den öffentlichen Eislauf geöffnet.

### Kultur

#### Burgen und Schlösser

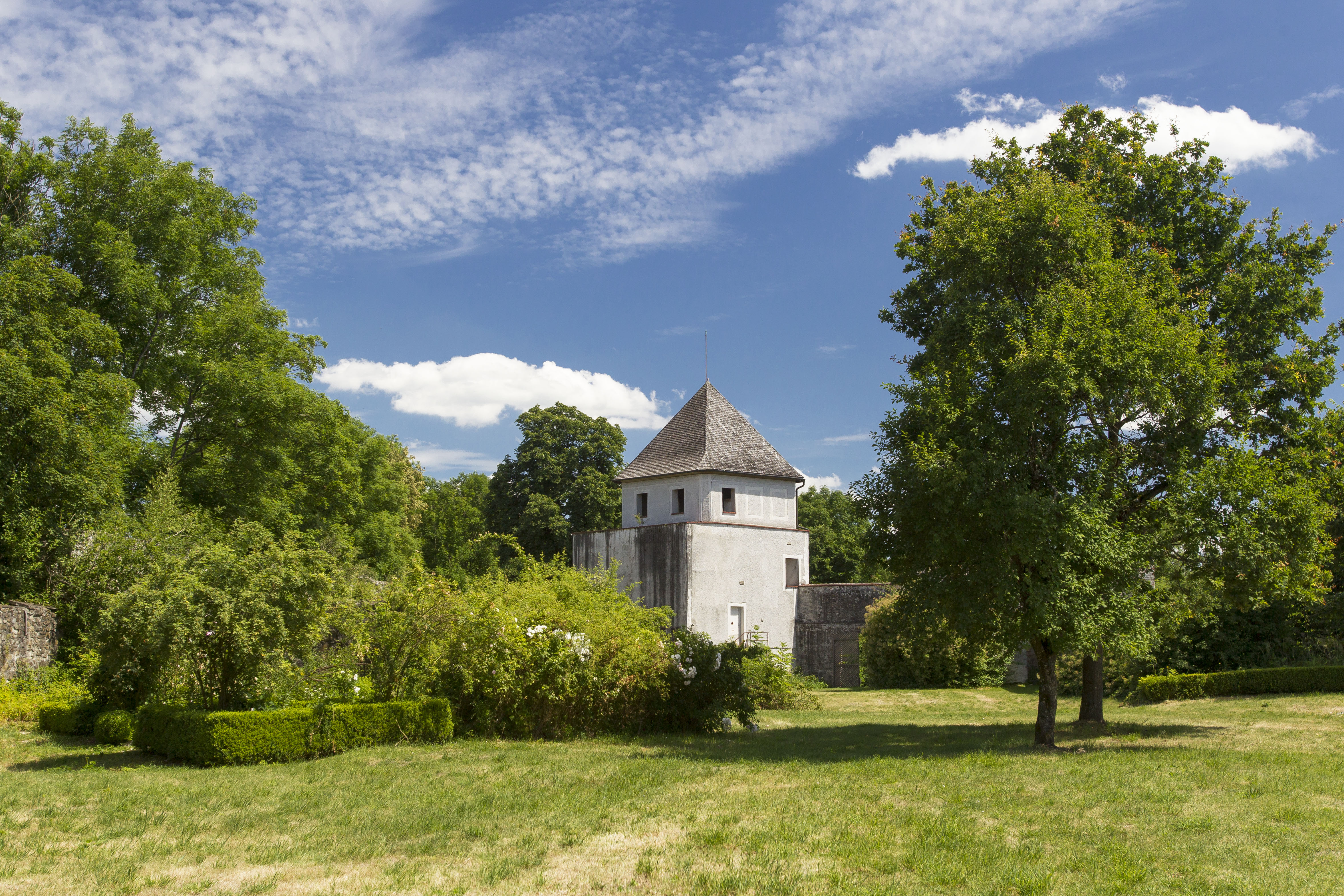
Burg Natternberg

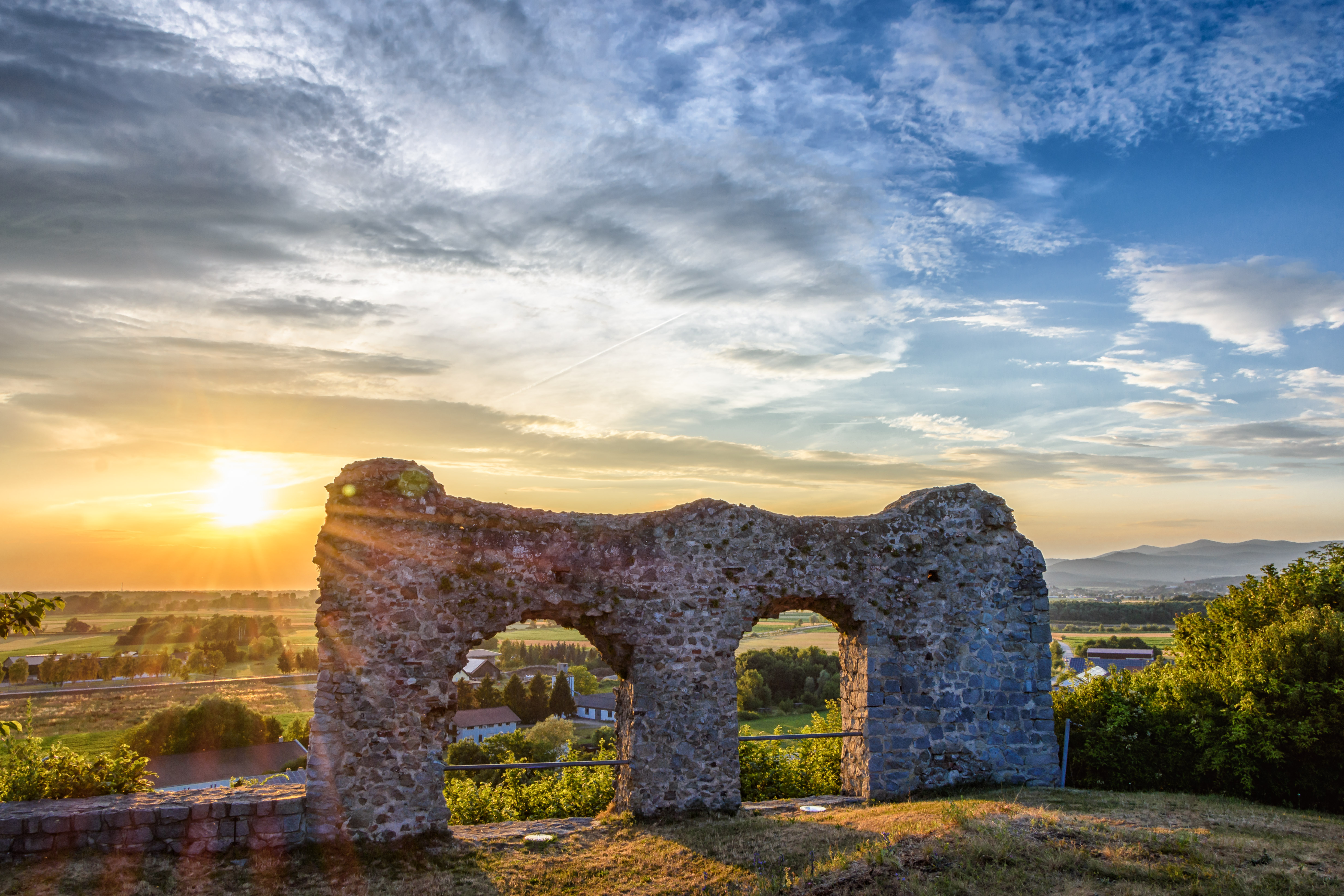
Burg Winzer

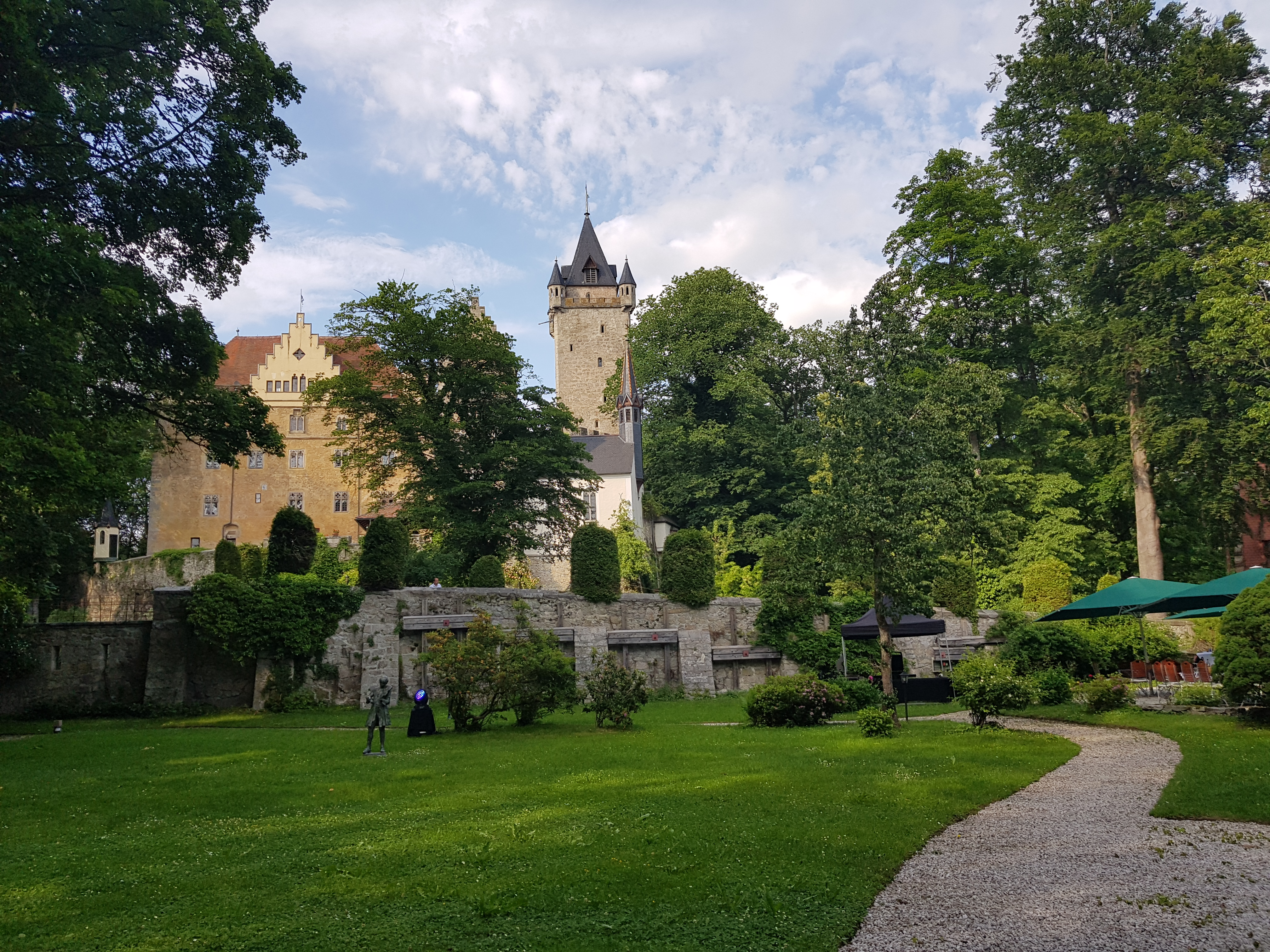
Schloss Egg

- Schloss Offenberg: Schloss Offenberg ist eine Burganlage, deren Geschichte sich bis ins Mittelalter verfolgen lässt. Ursprünglich diente sie als Ministerialburg der Grafen von Bogen. Anfang des 18. Jahrhunderts erhielt das Schloss seine heutige barockisierte Dreiflügelanlage. Das Schloss ist in Privatbesitz und kann u. a. für Veranstaltungen genutzt werden.
- Schloss Egg: Das Schloss Egg wurde 1103 erstmals erwähnt. Die mittelalterliche Ritterburg wurde um 1840 romantisiert und zum Schloss umgebaut. Noch heute sind die wesentlichen Merkmale der Wasserburg erhalten. Schloss Egg kann besichtigt werden und steht z. B. für standesamtliche Trauungen zur Verfügung. Das Schloss diente in den letzten Jahren außerdem als Kulisse für verschiedene Filme, z. B. Fünf Freunde 2 (2013) und Bullyparade – Der Film (2016).
- Burgruine Winzer: Der Ort Winzer wurde 1005 erstmals urkundlich erwähnt. Mitte des 11. Jahrhunderts entstand die Burg Winzer. 1744 wurde die Burg im Österreichischen Erbfolgekrieg zerstört. Im 19. Jahrhundert diente die Ruine als Steinbruch für die alte Donaubrücke in Vilshofen, bis sie 1825 von König Ludwig I. unter Denkmalschutz gestellt wurde. Die Überreste der ehemaligen Gipfelburg sind heute frei zugänglich.
- Burgruine Natternberg: Die Burg wurde erstmals 1145 urkundlich erwähnt, vermutlich gab es aber schon 1000 v. Chr. eine wallumwehrte Siedlung auf dem Natternberg. Im Dreißigjährigen Krieg wurde die mittelalterliche Burg beschädigt und im Österreichischen Erbfolgekrieg schließlich zerstört. Der Vorplatz der Burgruine ist ganzjährig frei zugänglich und bietet Aussicht auf Deggendorf. Der Burginnenbereich ist nur von April bis September samstags und sonntags zugänglich.
- Burgruine Dobl: Die frühere Engelsburg entstand vermutlich im 14. Jahrhundert. Im Zuge des Dreißigjährigen Kriegs wurde die Burg schwer beschädigt und später im Österreichischen Erbfolgekrieg von Panduren verwüstet. Seit dem 19. Jahrhundert gilt sie als Ruine. Erhalten sind heute nur noch die zweigeschossige romanische Burgkapelle sowie Reste der Burgmauern.

#### Museen

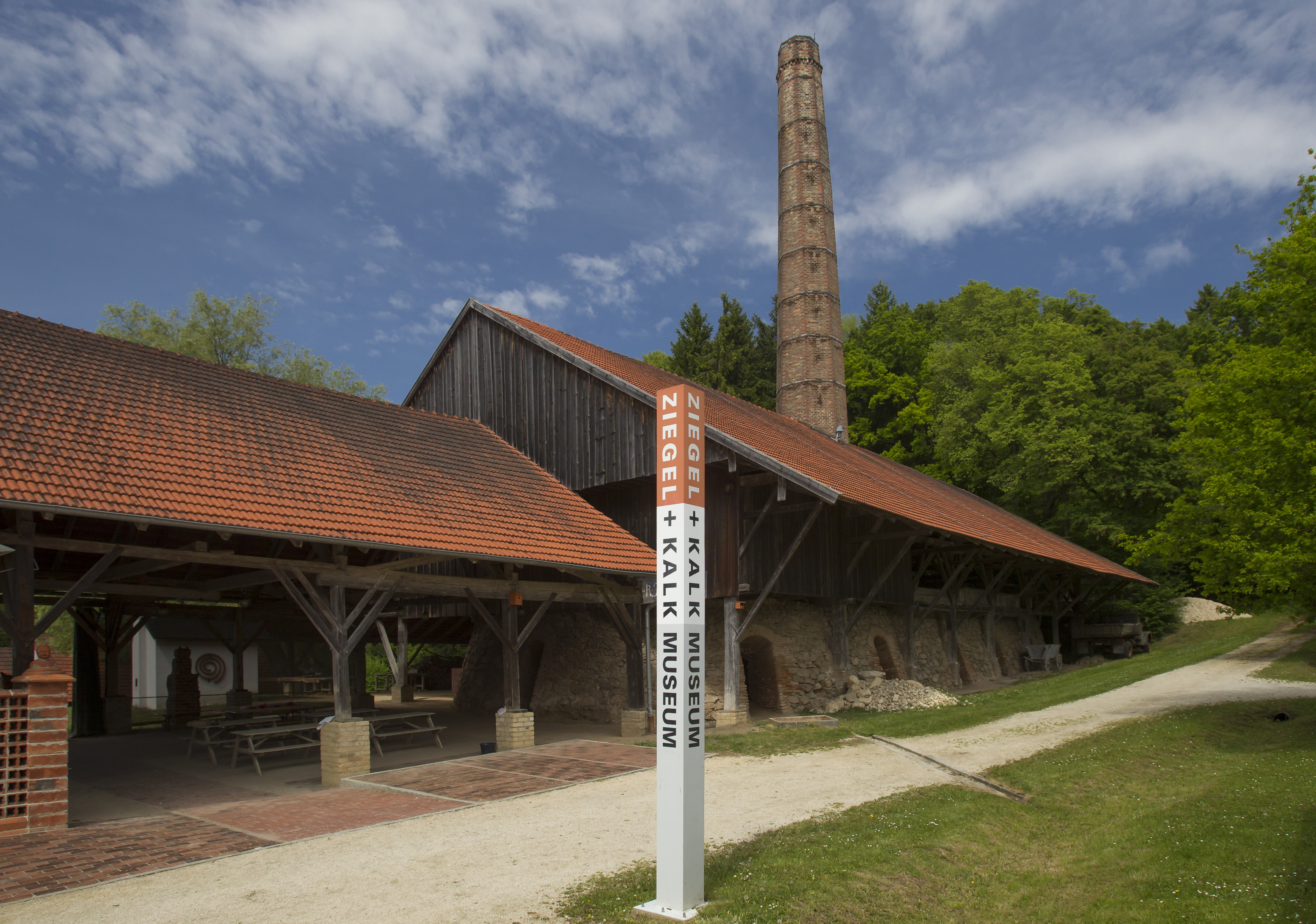
Ziegel und Kalkmuseum Winzer

- Bauernhofmuseum Nindorf: Sammlung landwirtschaftlicher Geräte und Maschinen vom frühen Holzzeitalter bis zur Motorisierung.
- Fahrzeug- und Kunstmuseum Streicher: Ausstellung mit 100 Autos und über 200 Motorrädern, dazu eine Sammlung von Miniaturen sowie die größte Ausstellung des Glaskünstlers Kristian Klepsch.
- Gerhard-Neumann-Museum: Das Luftfahrtmuseum in Niederalteich wurde nach dem Triebwerks-Ingenieur und ehemaligen Vize-Präsidenten von General Electric, Gerhard Neumann, benannt und zeigt u. a. vier Starfighter sowie weitere Exponate aus der Luftfahrtgeschichte.
- Handwerksmuseum Deggendorf: Das Handwerksmuseum ist dem regionalen und überregionalen Handwerk gewidmet und zeigt z. B. die Handwerksgeschichte sowie die Bedeutung des Holzhandwerks im Bayerischen Wald.
- Kunstsammlung Ostbayern: Die Dauerausstellung im Spital Hengersberg zeigt Werke von etwa 80 Kunstschaffenden, darüber hinaus gibt es jährlich diverse Sonderausstellungen.
- Museum Quintana: Das Archäologiemuseum in Künzing zeigt die 7.000 Jahre alte Geschichte des Ortes und Exponate aus mehr als 125 Jahren archäologischer Forschung in Künzing.
- St.-Nepomuk-Museum Plattling: Das Museum widmet sich dem Heiligen Johannes von Nepomuk, ein weiteres Museumsgebäude zeigt die Geschichte der Stadt Plattling sowie des St. Johann Nepomuk-Vereins.
- Stadtmuseum Deggendorf: Das Museum widmet sich der Geschichte des Landkreises Deggendorf, gezeigt wird außerdem u. a. der vollständig aufgebaute Verkaufsraum der „Sell’schen Apotheke“ aus der Biedermeierzeit. Ergänzt wird das Museum durch zeitgenössische Kunstausstellungen der Stadtgalerie.
- Ziegel- und Kalkmuseum Flintsbach: In den Ausstellungsräumen wird die Geschichte der Ziegel- und Kalkherstellung dargestellt. Besichtigt werden kann unter anderem ein Brennofen aus dem Jahr 1883.
- Landtechnik- und Handwerksmuseum Bernried: Das Museum zeigt eine umfangreiche Sammlung mit über 200 Exponaten aus 300 Jahren. Regelmäßige Vorführungen alter Handwerksberufe ergänzen das Programm.

#### Kirchen und Klöster

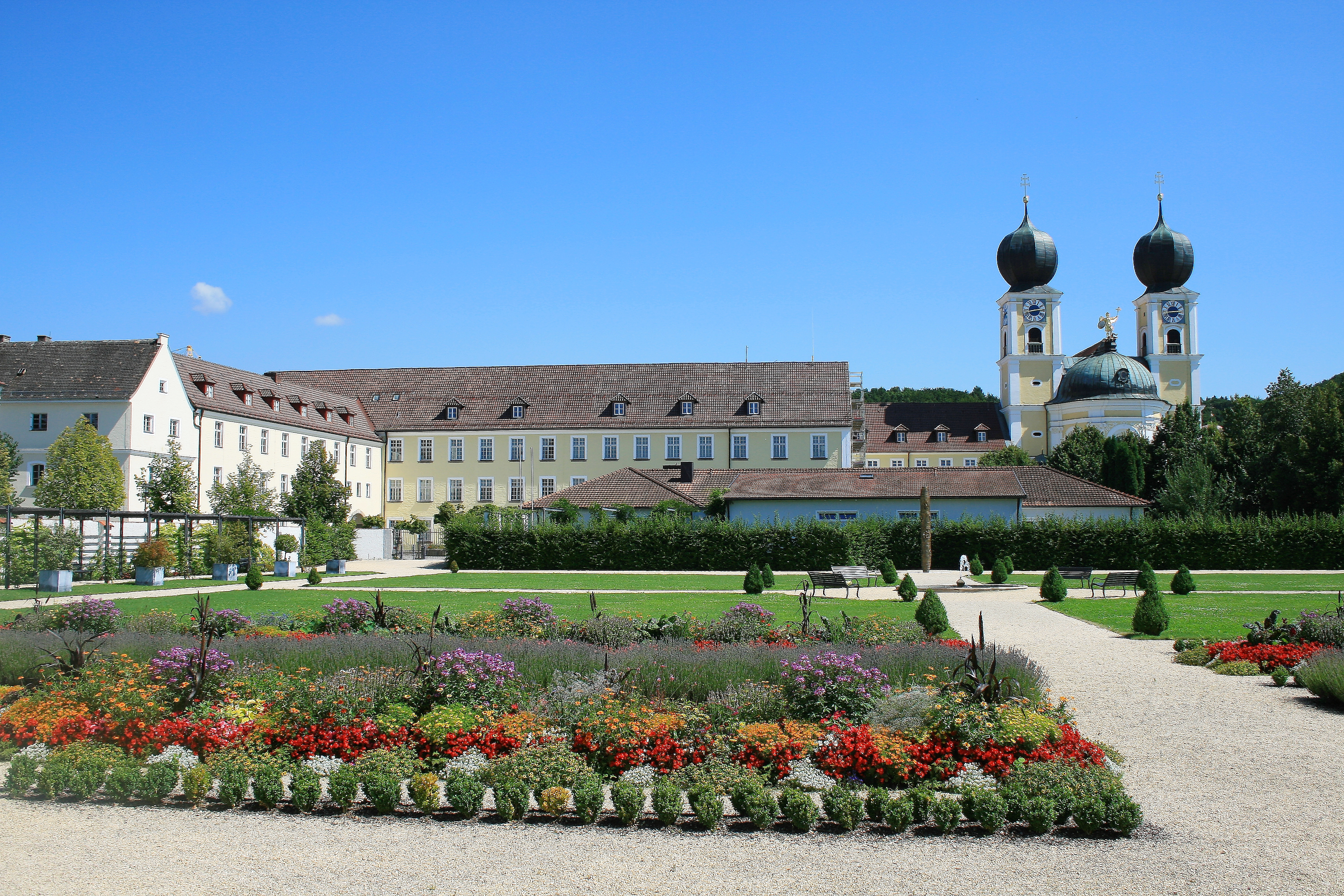
Kloster Metten Prälatengarten

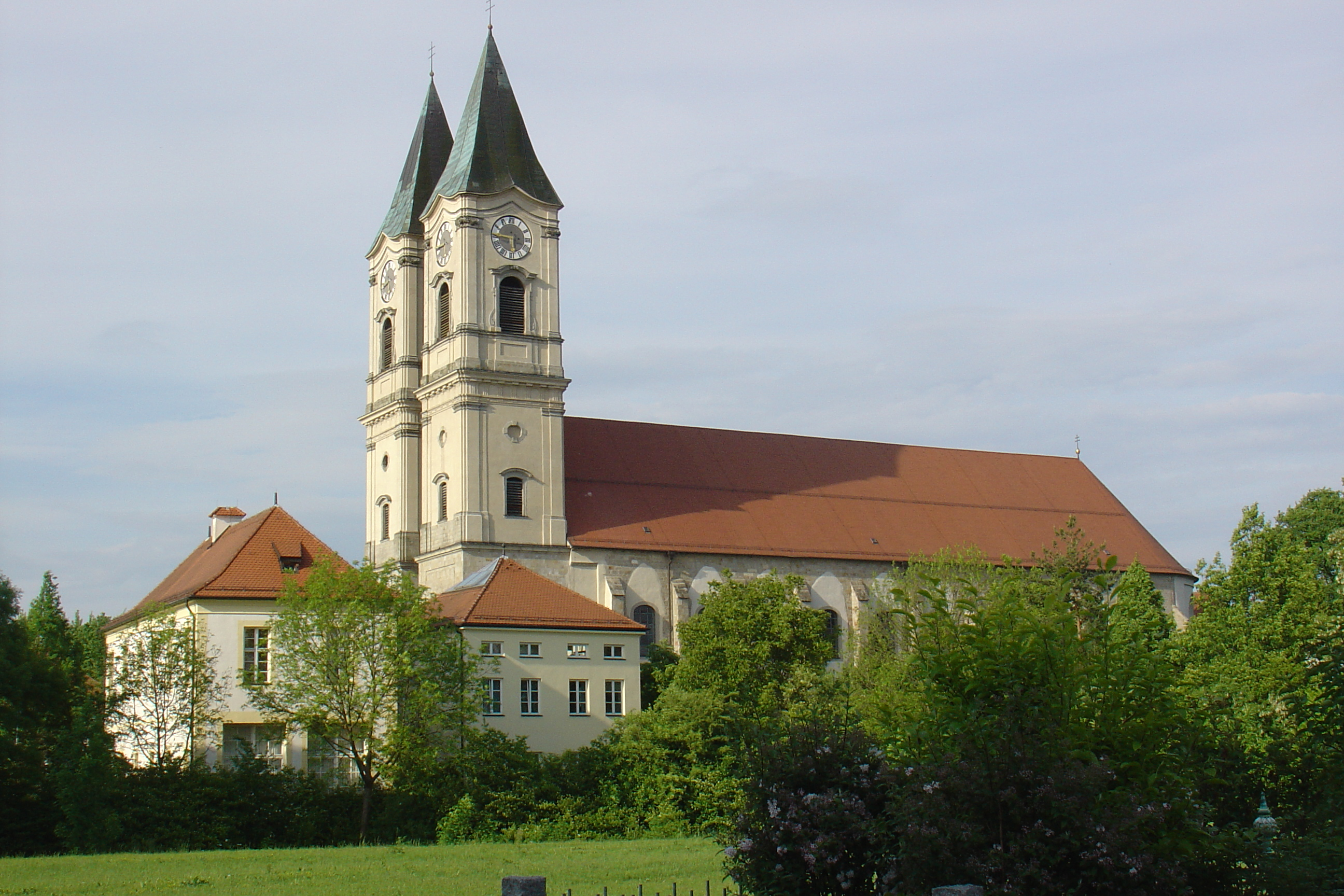
Kloster Niederalteich

- Kloster Metten: 766 gegründete Benediktinerabtei mit Pfarrkirche, Barock-Bibliothek und Festsaal
- Kloster Niederaltaich: Die Benediktinerabtei wurde 741 gegründet, sehenswert ist die barockisierte Kloster- und Pfarrkirche St. Mauritius.
- Asambasilika Altenmarkt: Die Asambasilika gehört zum Kloster Osterhofen. Die Klosterkirche wurde 1726 bis 1740 unter der Leitung Johann Michael Fischers errichtet, der Innenraum wurde von Cosmas Damian und Egid Quirin Asam gestaltet. 1983 wurde die Klosterkirche zur päpstlichen Basilika erhoben.
- Kreuzbergkirche Haardorf: romanische Wallfahrtskirche bei Osterhofen
- St. Jakob Plattling: ehemalige Pfarrkirche aus dem 12./13. Jahrhundert, heute Friedhofskapelle
- Heilig-Grabkirche St. Peter und St. Paul: dreischiffige Basilika in Deggendorf, sehenswert ist der Bäckeraltar aus dem frühen 16. Jahrhundert
- Pfarrkirche Mariä Himmelfahrt Deggendorf: älteste Kirche in Deggendorf, sehenswert ist der barocke Hochaltar aus rotem und weißem Marmor, der ursprünglich im Eichstätter Dom stand und 1881 nach Deggendorf verkauft wurde.
- Wallfahrtskirche "Maria in der Rose": Um 1500 entstandene spätgotische Kirche auf dem Geiersberg, sehenswert sind zahlreiche Votivtafeln
- Wallfahrtskirche Mater dolorosa Halbmeile: um 1780 erbaut im Stil des späten Rokoko
- St. Michael Hengersberg: Die Pfarrkirche von Hengersberg wird aufgrund ihres Standorts auch „Rohrbergkirche“ genannt. Erbaut um 1590, sehenswert ist die überlebensgroße Kreuzigungsgruppe aus dem frühen 18. Jahrhundert, die zu den bedeutendsten Werken der spätbarocken Bildhauerkunst in Bayern zählt.
- Marienkirche Hengersberg: Die Marienkirche auf dem Frauenberg stammt aus dem 15. Jahrhundert und wird heute sowohl für profane als auch kirchliche Veranstaltungen genutzt.
- Gotthardkapelle Reichersdorf: geweiht dem heiligen Gotthard, der der Legende nach 960 in Reichersdorf geboren wurde. 1131 wurde er als erster Altbayer heiliggesprochen. Die neugotische Kapelle wurde 1853 geweiht.
- Wallfahrtskirche Uttobrunn: Der Legende nach soll der selige Otto an dem Ort als Einsiedler gelebt haben. Karl der Große hat ihn gefunden und damit betraut, ein Kloster zu errichten, die heutige Benediktinerabtei Metten. Im 16. Jahrhundert setzte die Wallfahrt zur Quelle an diesem Ort ein, die Kapelle wurde um 1700 errichtet.
- Wallfahrtskirche zum Hl. Kreuz Loh: Loh entwickelte sich bereits seit dem 14. Jahrhundert zu einem Wallfahrtsort, die heutige Wallfahrtskirche entstand um 1689 und zählt zu den bedeutendsten Barock- bzw. Rokokokirchen Bayerns.
- Wallfahrtskirche Handlab: Die barocke Kirche wurde 1644 errichtet, über 600 Votivtafeln zeugen von der Bedeutung der Kirche als Pilgerort.

#### Pfarrhäuser
- Liste von Pfarrhäusern im Landkreis Deggendorf

#### Infozentren

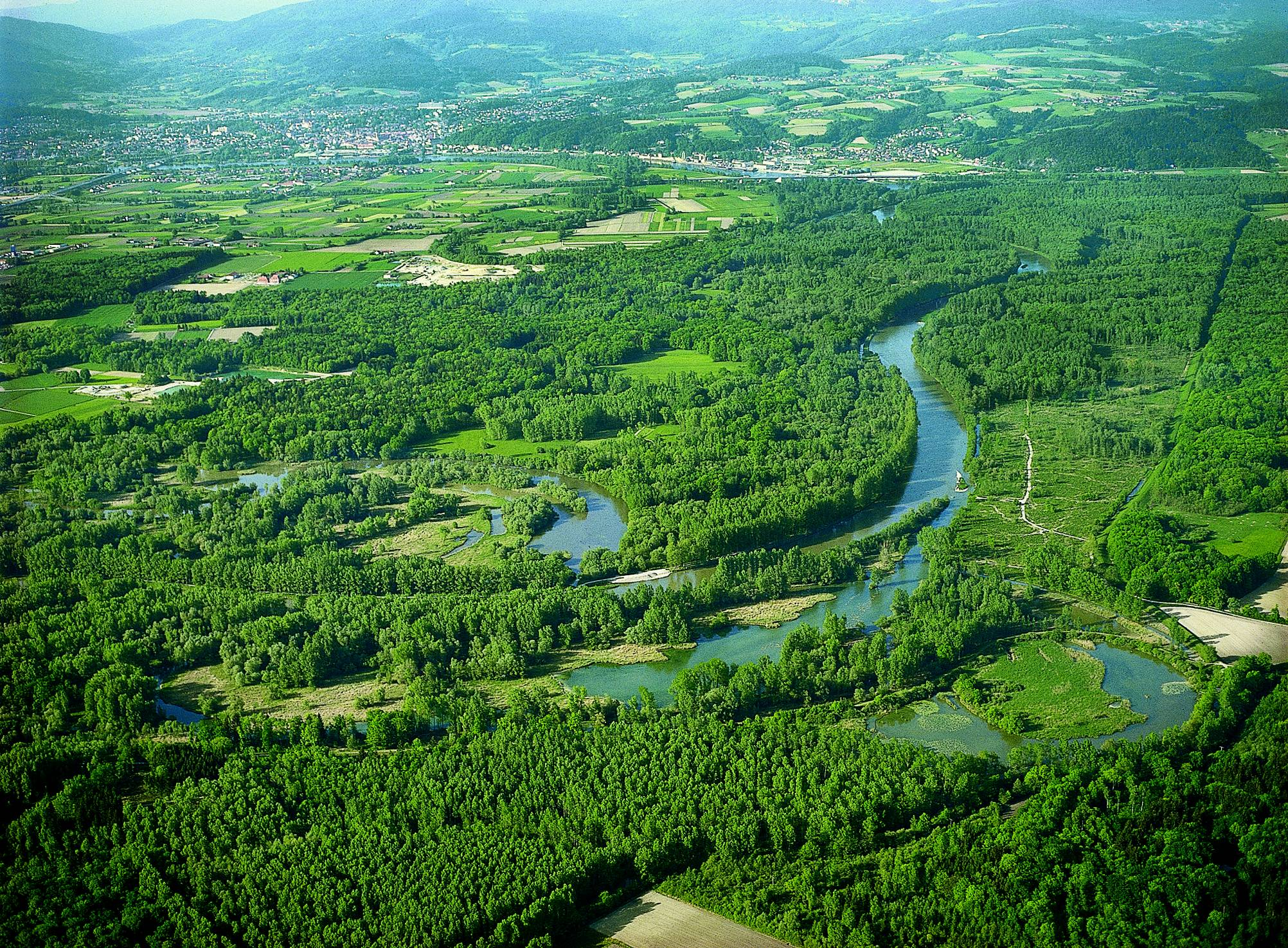
Isarmündungsgebiet

Im Infozentrum Isarmündung findet sich u. a. eine Dauerausstellung zur Vielfalt der Flusslandschaft, den Lebensräumen des Isarmündungsgebietes und ihrer Entstehung. Zum Infozentrum gehört außerdem ein 8 ha Freigelände, welches die Lebensbereiche der Aue darstellt.
Das Würzingerhaus Außernzell ist Infozentrum des Naturpark Bayerischer Wald e. V. Die Ausstellung zeigt Besonderheiten von Natur und Landschaft und befasst sich mit den Aufgaben des Vereins.
DasSchiffmeisterhaus Deggendorf ist ein öffentliches Informations-, Ausstellungs- und Veranstaltungszentrum für die Wasserwirtschaft. Die Geschichte des Gebäudes reicht zurück bis ins 14. Jahrhundert, seine heutige Gestalt erhielt das Schiffmeisterhaus um 1590.

#### Veranstaltungsorte
- Deggendorfer Stadthallen: Die „alte“ Stadthalle in Deggendorf wurde 1984 eröffnet und 2005 durch einen 2500 m² großen Erweiterungsbau ergänzt. Beide Stadthallen sind miteinander verbunden und werden für Konzerte, Tagungen, Messen und sonstige Veranstaltungen genutzt.
- Kapuzinerstadl Deggendorf: Die ehemalige Kapuzinerkirche wird seit 1990 als Veranstaltungsort genutzt. Hier finden Ausstellungen, Konzerte, Tagungen und kleinere Kongresse sowie Symposien statt.
- Bürgerspital Plattling: Das Bürgerspital aus dem 19. Jahrhundert wurde nach einem Brand in den 1980er Jahren umgebaut und beherbergt nun die Stadt- und Pfarrbücherei sowie die Tourismusinformation. Zudem stehen Veranstaltungsräume für Konzerte, Ausstellungen und sonstige Events zur Verfügung.

## Schutzgebiete
Im Landkreis gibt es 13 Naturschutzgebiete, zwei Landschaftsschutzgebiete, 15 FFH-Gebiete und mindestens 29 vom Bayerischen Landesamt für Umwelt ausgewiesene Geotope (Stand August 2016).

## Kfz-Kennzeichen
Am 1. Juli 1956 wurde dem Landkreis bei der Einführung der bis heute gültigen Kfz-Kennzeichen das Unterscheidungszeichen DEG zugewiesen. Es wird durchgängig bis heute ausgegeben.